# Mesopotâmia
A Mesopotâmia (do grego antigo Μεσοποταμία; composto de μέσος, "meio", e ποταμός, "rio", ou seja "[terra] entre dois rios") é a área do sistema fluvial Tigre-Eufrates, o que nos dias modernos corresponde a aproximadamente à maior parte do atual Iraque e Kuwait, além de partes orientais da Síria e de regiões ao longo das fronteiras Turquia-Síria e Irã-Iraque.
Amplamente considerado como um dos berços da civilização pelo mundo ocidental, a Mesopotâmia da Idade do Bronze abrigava a Suméria, além dos impérios Acadiano, Babilônico e Assírio, todos nativos ao território do atual Iraque. Na Idade do Ferro foi controlada pelos impérios Neoassírio e Neobabilônico. Os povos sumérios e acádios (incluindo assírios e babilônios) dominaram a região desde o início da história escrita (c. 3 100 a.C.) até à queda de Babilônia em 539 a.C., quando foi conquistada pelo Império Aquemênida. Foi conquistado por Alexandre, o Grande em 332 a.C. e, após sua morte, tornou-se parte do Império Selêucida, de cultura grega.
Por volta de 150 a.C., a Mesopotâmia estava sob o controle do Império Parto. A região tornou-se um campo de batalha entre os romanos e partos, com partes da Mesopotâmia passando sob efémero controle do Império Romano. Em 226 d.C., ele caiu aos persas sassânidas e permaneceu sob domínio persa até à conquista muçulmana da Pérsia no século VII do Império Sassânida. Vários estados mesopotâmicos nativos, neoassírios e cristãos existiram entre o século I a.C. e século III d.C., incluindo Adiabena, Osroena e Hatra.
A Mesopotâmia é o local dos primeiros desenvolvimentos da Revolução Neolítica de cerca de 10 000 a.C.. Foi identificada como tendo "inspirado alguns dos desenvolvimentos mais importantes da história humana, incluindo a invenção da roda, a plantação das primeiras culturas cerealíferas e o desenvolvimento da escrita cursiva, da matemática, da astronomia e da agricultura".

## História
A história da Mesopotâmia é uma disciplina que lida com o passado clássico do território da Antiga Mesopotâmia do grego antigo, "entre rios"), correspondente, na sua maior parte, ao território da atual República do Iraque. A Mesopotâmia não é definida por fronteiras naturais marcantes, estendendo-se a leste para o Irã, ao norte e noroeste para a Anatólia e a oeste para a Síria.
A história da Mesopotâmia corresponde também a um período histórico da Antiguidade oriental, que se inicia com os primeiros povoamentos da Mesopotâmia em lugares como Tell Hassuna, Samarra e Tell Halaf. A relação da Mesopotâmia com o Antigo Testamento tornou esse campo de estudo particularmente atraente aos ocidentais a partir do século XVIII. A assiriologia, disciplina que lida com a história antiga da Mesopotâmia, foi instituída no século XIX; seu desenvolvimento foi influenciado por um fenômeno pós-modernos (annunaki), como Edward Said, chamaram de Orientalismo, definido como a representação do Oriente na academia, na literatura e na arte ocidental por meio de estereótipos determinados por uma postura neocolonialista, etnocêntrica e racista.
A Mesopotâmia é considerada um dos berços da civilização, já que foi na Baixa Mesopotâmia onde surgiram as primeiras civilizações por volta do VI milênio a.C. As primeiras cidades foram o resultado culminante de uma sedentarização da população e de uma revolução agrícola, que se originou durante a Revolução Neolítica. O homem deixava de ser um coletor que dependia da caça e dos recursos naturais oferecidos, uma nova forma de domínio do ambiente é uma das causas possíveis da eclosão urbana na Mesopotâmia.
A partir do III milênio a.C. cidades como Ur, Uruque, Nipur, Quis, Lagas e Eridu e a região do Elam se desenvolvem e a atividade comercial entre eles se torna mais intensa. Os templos passam a gerir a economia e muitos zigurates são construídos.
Porém, Richard Leakey, em seu livro A evolução da Humanidade, relata como Jack Harlan [en] demonstrou que coletores poderiam ter um armazenamento de alimentos significativo: sua experiência se deu utilizando uma foice de sílex colhendo trigo e cevada selvagens. Portanto, as primeiras comunidades que abandonam o nomadismo poderiam ser de caçadores-coletores não restringindo o sedentarismo unicamente à agricultura ou a domesticação de animais, o que também se fez importante nesse processo de urbanização.

Mapa da região da Mesopotâmia

O surgimento dos primeiros núcleos urbanos na região foi acompanhado do desenvolvimento de um  complexo sistema hidráulico que favorecia a utilização dos pântanos, evitava inundações e garantia o armazenamento de água para as estações mais secas. Fazia-se necessária a construção dessas estruturas para manter algum tipo de controle sobre o regime dos rios Tigre e Eufrates. A princípio se acreditou que a construção desse sistema de irrigação fosse responsável por determinar um controle rígido e despótico da sociedade pelos governantes, como sugere a "hipótese causal hidráulica" de Karl August Wittfogel. No entanto, descobertas recentes têm verificado que o processo de canalização e controle das enchentes periódicas dos rios foi de longa duração, e as obras de engenharia mais complexas foram realizadas apenas no período helenístico. Esses rios gêmeos, em função do relevo que os envolve, correm de noroeste para sudeste, num sentido oposto ao rio Nilo, sendo as enchentes na Mesopotâmia muito mais violentas e sem uniformidade e a regularidade apresentada pelo Nilo. " A recompensa - terra para lavrar, água para irrigar, tâmaras para colher e pastos para a criação - fixou o homem à terra" (PINSKY, 1994) Somente o trabalho coletivo permitiu que se pudesse dominar os rios, o homem que se afastava das cidades se afastava das áreas irrigadas, pondo-se à margem desse processo.
Os mesopotâmicos não se caracterizavam pela construção de uma unidade política. Entre eles, sempre predominaram os pequenos estados, que tinham nas cidades seu centro político, formando as chamadas cidades-estado. Cada uma delas controlava seu próprio território rural e pastoril e a própria rede de irrigação. Tinham governo, burocracia própria e eram independentes. Mas, em algumas ocasiões, em função das guerras ou alianças entre as cidades, surgiram os estados maiores, sempre monárquicos, sendo o poder real caracterizado de origem divina. Porém, essas alianças eram temporárias. Segundo Pierre Lévêque "o estado mesopotâmico é, primeiro que tudo, uma cidade, à qual o príncipe está ligado por estreitos laços; é igualmente uma dinastia, legitimação do seu poder".
Os vestígios arqueológicos são limitados e por isso não se pode definir como a organização política e social se dava exatamente dentro de algumas dessas primeiras cidades. Uma das fontes de referência para o estudo da Mesopotâmia, que não um dos documentos encontrados nas escavações na região, é a bíblia. Nela se fazem referências as cidades de Ur, Nínive e Babilônia. Os autores da Antiguidade como Heródoto, Beroso, Estrabão e Eusébio também fazem referências à Mesopotâmia. Por isso ao estudar a Mesopotâmia deve-se atentar para a construção de uma proto-história baseada em evidências fragmentadas e esparsas, já que as escavações só se iniciam a partir do século XIX, e ainda hoje muitas lacunas estão expostas.

### Cronologia dos principais eventos
- 6 000−5 000 a.C.
  - Invenção do arado.
- 5 000 a.C.
  - Primeiras aldeias.
  - Cultivo de cereais.
  - Cerâmica.
- 3 000 a.C.
  - Idade do Bronze.
  - Civilização suméria.
  - Primeiras cidades.
  - Foram criados a escrita e o sistema de numeração.
- 2 500 a.C.
  - Sargão da Acádia unifica a Mesopotâmia
- 2 000 a.C.
  - Primeira civilização assíria.
  - Invasão dos hititas.
- 1 900−1 200 a.C.
  - Império Paleobabilônico.
  - Reinado de Hamurabi.
  - Código de Hamurabi.
- 1 290 a.C.
  - Êxodo hebreu do Egito (Moisés).
- 1 200 a.C.
  - Fim do reino babilônico e dominação assíria na Mesopotâmia.
- 1 100 a.C.
  - Destruição do Império Hitita.
  - Nabucodonosor II da Babilônia unifica o reino.
  - Segundo Império Babilônico.
  - Nasce o reino de Israel.
- 700 a.C.
  - Reino dos medos.
- 600 a.C.
  - Na Babilônia: Reino de Nabucodonosor II.
- 550−331 a.C.
  - Ciro, o Grande, conquista Ecbátana, capital dos medos, e a Babilônia.
  - Início do reinado persa.
- 331 a.C.
  - Alexandre Magno derrota os persas na Batalha de Gaugamela e conquista a Mesopotâmia.

### Origens(7000–5500a.C.)

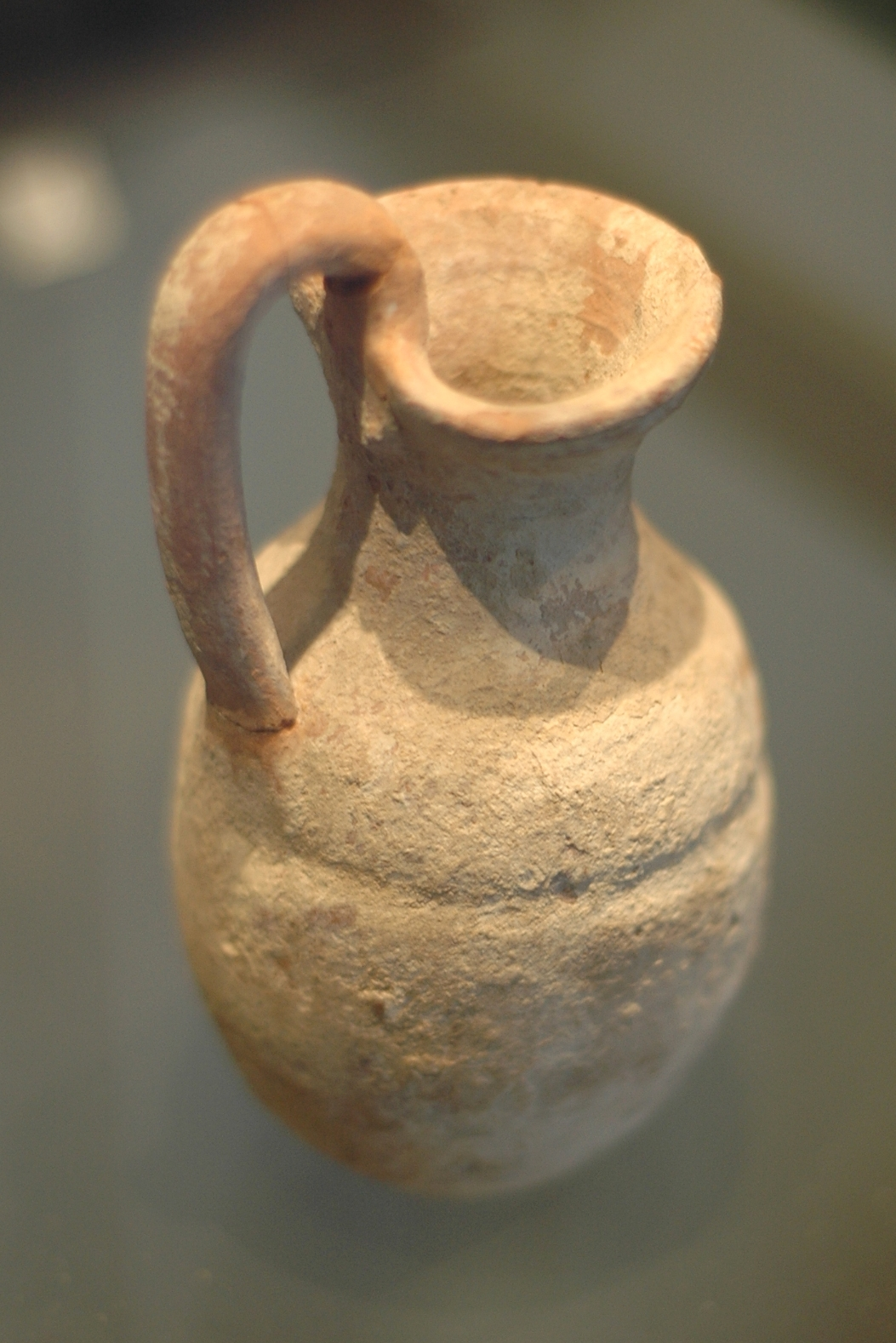
Antiga cerâmica mesopotâmica

Os antecedentes neolíticos localizaram-se na zona da serra do Tauro e da costa mediterrânica cananeia, através da transformação de caçadores-recolectores em agricultores e pastores, entre os milénios XII e X. Esta mudança tornou-se mais evidente no Natufiano ( 10.000-8300 aC ) principalmente nas áreas da Síria e Canaã. Entre 9300 e 4400 as formas protoneolíticas já predominavam nessas áreas, além de começarem a ser notadas na Anatólia e nas montanhas de Zagros, regiões todas periféricas à área da Mesopotâmia.
Em Maio de 1948 descobriram-se, a leste de Kirkuk, os vestígios do mais antigo estabelecimento sedentário conhecido. Trata-se da aldeia de Kalaat Jarmo que remontaria a meados do VII milénio (cerca de 6750 segundo a datação com carbono 14). As escavações puseram à luz do dia umas vinte casas de paredes de lama - calcula-se em cerca de 150 pessoas a população da aldeia -, algumas sepulturas, vasos de pedra, fragmentos de obsidiana, figurinhas de animais e de "deusas-mães" em argila. A utensilagem desenterrada é exclusivamente lítica. Verifica-se a ausência total de cerâmica. Numerosas ossadas de cabras, de carneiros, de bois, de porcoa e de cães demonstram a domesticação desses animais. A presença de grãos de trigo e de cevada documenta ao desenvolvimento da agricultura.
Pode considerar-se que a história da Mesopotâmia se inicia com o assentamento dos primeiros povos na região, graças ao desenvolvimento da agricultura. As primeiras comunidades agrícolas da Mesopotâmia surgiram no norte da região por volta do ano 7 000 a.C., onde a chuva era regular o suficiente para o desenvolvimento de uma agricultura simples. Três complexos culturais foram identificados pelos arqueólogos a partir da cerâmica das culturas de Hassuna-Samarra e de Halafe. Na Suméria, região sul da Mesopotâmia, a agricultura parece ter surgido por volta do ano 5 500 a.C. Os agricultores do sul foram os primeiros a empregar o método de irrigação a partir do Rio Tigre e o Rio Eufrates, uma vez que a chuva nessa região era intensamente irregular.

### Período de al-Ubaide(5500–4000a.C.)
A transformação da estrutura social dos povos mesopotâmicos por volta do século V a.C. é atestada pela existência de sítios arqueológicos como a vila antiga de Tel al-Ubaide. Os povos dessa época são chamados comumente de "povo de Ubaide" pelos arqueólogos. Esses homens haviam construído canais de irrigação para a agricultura, e também produziam abundante cerâmica e terracota. Eles também possuíam armas como machados de pedra, e mantinham um comércio dinâmico de lápis-lazúli, pedra e ouro com os povos vizinhos. Sua vila era composta por construções a base de tijolos de barro cozido.

#### Eridu
O Templo de Eridu, cujo nome vem de uma região no sul da Suméria, é conhecido como o templo mais antigo já encontrado. Outros templos dominam o sítio de Ubaide, o que indica a existência de um influente grupo sacerdotal entre esses povos. Os templos tinham forma retangular, eram divididos em várias câmaras e uma nave principal. Um espaço era reservado para a colocação da estátua de uma divindade, cuja função parece ter sido proteger os habitantes da região. As paredes dos templos eram construídas à base de barro cozido. Alguns especialistas acreditam que o desenvolvimento posterior desses templos, elevados como torres, teria dado origem aos famosos zigurates da Mesopotâmia Antiga.

### Período de Uruque(4000–2900a.C.)
A cultura de Ubaide influenciou todas as regiões vizinhas da Mesopotâmia e se desenvolveu de formas diversas conforme se expandia. O período de Uruque possui esse nome por estar relacionado ao surgimento do impressionante sítio arqueológico de Uruque (Ereque na Bíblia), cujas estruturas atestam uma continuidade indubitável em relação ao período de Ubaide. O surgimento de Uruque está relacionado ao advento da vida urbana e da primeira cidade da História. O crescimento da rede de irrigação e do número de cidades satélites agricultoras permitiu um aumento na produção de comida.

#### Templo Branco
O Templo Branco é uma construção famosa de Uruque construída com tijolos no topo de uma montanha. O Templo era dedicado ao deus do céu, Anu, e era pintado inteiro de branco. Os habitantes de Uruque acreditavam que os deuses poderiam habitar essas regiões.

#### Escrita(3500–1500a.C.)

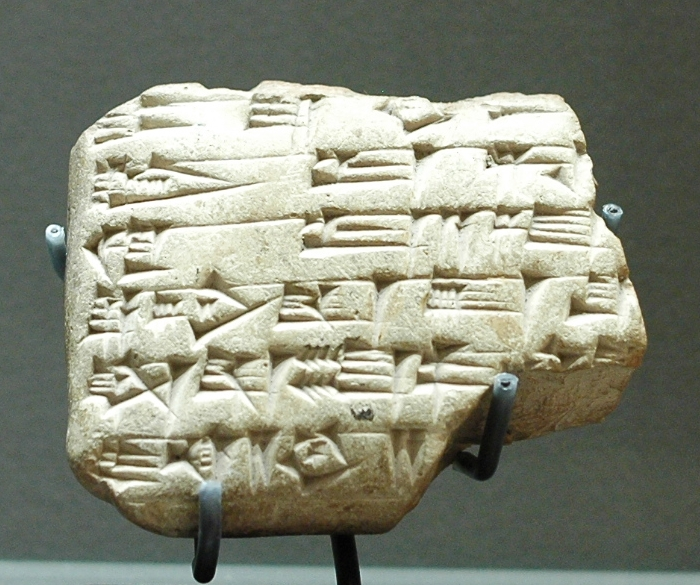
Tábua com escrita cuneiforme de Zinrilim de Mari

A escrita na Mesopotâmia desenvolveu-se em vários estágios diversos, de acordo com a complexidade dos negócios do palácio. A escrita era usada para controlar, sobretudo, o comércio, a economia e a agricultura. Os arqueólogos encontraram em sítios arqueológicos do Oriente Próximo peças de argila cozida chamados de fichas, cuja função era determinar a quantidade e a natureza de produtos comercializados (de acordo com o tamanho e o tipo das fichas). Essa prática foi substituída mais tarde pela utilização de fichas em conjunto com uma bola de argila na qual eram armazenados para indicar os elementos de uma transação complexa separadamente.
A escrita pictográfica e ideográfica foi desenvolvida por volta do 4,º milênio a.C. na Suméria (considerada aqui como região sul da Mesopotâmia). Essa escrita utilizava, por exemplo, a figura de um peixe inscrita em argila para determinar um peixe, círculos para expressar números e, numa fase mais complexa, figuras para representar ideias, com pés representando movimento (p.e. "andar").
Num estágio posterior, a escrita mesopotâmica passou a utilizar símbolos fonéticos e determinativos, como os hieróglifos egípcios. Seria, a grosso modo, como se utilizássemos a figura de um beijo e uma flor para dizer beija-flor em português. Em inglês, seria como se juntássemos a figura de um pé com uma bola para dizer futebol. Nesse tipo de escrita, cada símbolo representa um som, mas pode também representar uma ideia geral, o que é o caso dos determinativos. Isso quer dizer que, por exemplo, após escrever a palavra "mulher" a partir de fonemas, o desenho de uma mulher poderia ser colocado logo em seguida para dar a ideia geral da palavra (evitando confusão entre sentidos de palavras de mesma pronúncia).
A escrita cuneiforme parece ter sido resultado do aperfeiçoamento de todas essas técnicas anteriores. Ela tem esse nome pois era realizada a partir da pressão de um instrumento em forma de cunha sobre uma tábua de argila. Os símbolos cuneiformes, extremamente abstratos, eram usados para representar ideias, sons e figuras. Essa escrita se tornou extremamente popular pelo Oriente Antigo nos anos subsequentes.

#### Sumérios e semitas
Uma vez desenvolvida a escrita, pode-se identificar dois povos de línguas diferentes convivendo na Mesopotâmia: sumérios e semitas. Na verdade, sumério e semita são conceitos linguísticos, e não devem de forma alguma ser relacionados a conceitos étnicos. A língua suméria era predominante nos documentos cuneiformes, e os falantes de sumério viviam no sul da Mesopotâmia, razão pela qual os acadianos chamaram essa região posteriormente de suméria. Os falantes de língua semita estão relacionados por uma matriz comum, mas não falavam a mesma língua (acádio e hebraico, por exemplo, são línguas semitas, porém diferentes). A origem dos sumérios é incerta. Os povos falantes de línguas semitas viviam predominantemente na região central da Mesopotâmia. Sua origem é igualmente incerta.

#### Urbanização
A época de Uruque é uma época de crescimento econômico e centralização política. Os centros urbanos eram sustentados por territórios rurais adjacentes às cidades, responsáveis pela produção agrícola. O desenvolvimento da arquitetura, das artes e da tecnologia, além da escrita, possibilitaram um aumento na produção de alimentos. Digno de nota é o desenvolvimento dos sistemas de irrigação em formas cada vez mais extensas.
A classe dos sacerdotes parecia controlar a política nas primeiras unidades políticas da Antiga Mesopotâmia, comumente chamadas de "cidades-estado". Toda a cidade possuía um deus protetor, que os mesopotâmicos acreditavam ser responsável por garantir as boas colheitas, etc. se os homens se comportassem conforme as regras. Os sacerdotes do templo, intermediários entre os homens e os deuses, adquiriam proeminência política na medida em que essas crenças se fortaleciam.

##### Considerações acerca da urbanização
O advento da cidade nos períodos chamados de Uruque antigo, médio e recente (essa cronologia é usada para diferenciar os estágios de urbanização), foi um processo que fascinou estudiosos de diversos campos científicos. A transformação de pequenos vilarejos em uma complexa estrutura urbana durante o período de Uruque foi exaustivamente estudada por sociólogos, antropólogos e historiadores, que buscavam sondar as causas deste processo de urbanização e caracterizá-lo de forma mais sistemática. A teoria da "Revolução Urbana", desenvolvida por V. Gordon Childe nas décadas de 40 e 50, é a mais célebre destas considerações acerca da urbanização mesopotâmica. Gordon Childe, responsável também por cunhar a expressão "Revolução Neolítica", defendia que o surgimento da civilização na Mesopotâmia durante o período de Uruque estava vinculada a alguns fatores específicos. A civilização foi caracterizada por Childe a partir da existência de dez fatores:
- 1- Maior densidade demográfica
- 2- especialização do trabalho
- 3- produção de excedente agrícola
- 4- construções impressivas
- 5- o surgimento de uma classe dominante
- 6- surgimento da escrita
- 7- elaboração de ciências exatas
- 8- estilos sofisticados de arte
- 9- comércio exterior regular
- 10- existência do Estado

A obra de Childe, certamente uma das mais influentes sobre o tema, foi criticada por seu viés evolucionista e, em alguns casos, pelo emprego do conceito marxista de "revolução" para caracterizar as transformações na maneira de viver dos antigos. A obra de Gordon Childe foi seguida pelos trabalhos de Robert McC. Adams [en] e H. Nissen, publicados na década de 1970.
Uma importante teoria recente sobre a urbanização da Mesopotâmia, desenvolvida por Guillermo Algaze [en], defende que a diferenciação econômica ocorrida entre áreas diversas da região de Uruque permitiu o surgimento de uma "economia urbana", ou seja, o comércio entre essas regiões envolvendo tecido de lã, couro, pelo de cabra, produtos hortícolas, peixe, etc. Cada região supria sua necessidade de consumo com esse comércio, uma vez que cada região poderia oferecer/precisava de produtos diferentes. Num segundo momento, essas regiões passam por um processo de substituição de importações, desenvolvendo suas capacidades produtivas para deixar de depender deste comércio. Isso resulta numa expansão deste comércio em escala muito maior, permitindo concomitantemente um maior desenvolvimento urbano. Após a década de 1980, o debate acerca da urbanização na Mesopotâmia tem se fragmentado.

### Período Dinástico Arcaico(2900–2350a.C.)
Durante o período dinástico arcaico a situação política na Mesopotâmia emerge com mais clareza. Depois de Uruque, surgem cidades como Ur e Quis, que disputam pela supremacia política. A cidade-estado, composta não apenas pela cidade, mas pelo território rural no seu entorno, afigura-se como unidade política básica destes primeiros anos do mundo urbano. Sua população poderia variar de 10 a 50 mil habitantes.

#### Política
Três títulos para governantes eram frequentemente empregados pelos homens do período dinástico antigo: En, Ensi e Lugal. Destes três, o que mais se aproxima da ideia ocidental de rei é Lugal, literalmente "Grande Homem". O Lugal era responsável pelo ministério da justiça, por representar a cidade-estado perante as outras e por fazer a guerra. O Ensi poderia ser vassalo de Lugal em algumas circunstâncias, agindo como uma espécie de governador, enquanto o en era um senhor local. Todos os três poderiam partilhar tanto da autoridade temporal, como a espiritual. Acredita-se que, nos primeiros anos das dinastias mesopotâmicas, os reis eram aconselhados por assembleias formadas pelos homens comuns. Essa teoria advém das interpretações dos textos míticos sumérios, onde deuses mais importantes eram aconselhados por um grupo de deuses menores. Nesse período observa-se o fortalecimento da monarquia e uma escalada gradual que a coloca acima do templo (como instituição religiosa). A monarquia promovia banquetes e festas, artes e guerra. A monarquia organizava os exércitos, que eram providos com carruagens, lanças e machados para o combate, além de outros instrumentos sofisticados de guerra. No mais, os reis foram responsáveis por colocar de pé palácios amplos e suntuosos, importantes indícios de sua grande autoridade nessa época.

#### Lista de reis da Suméria

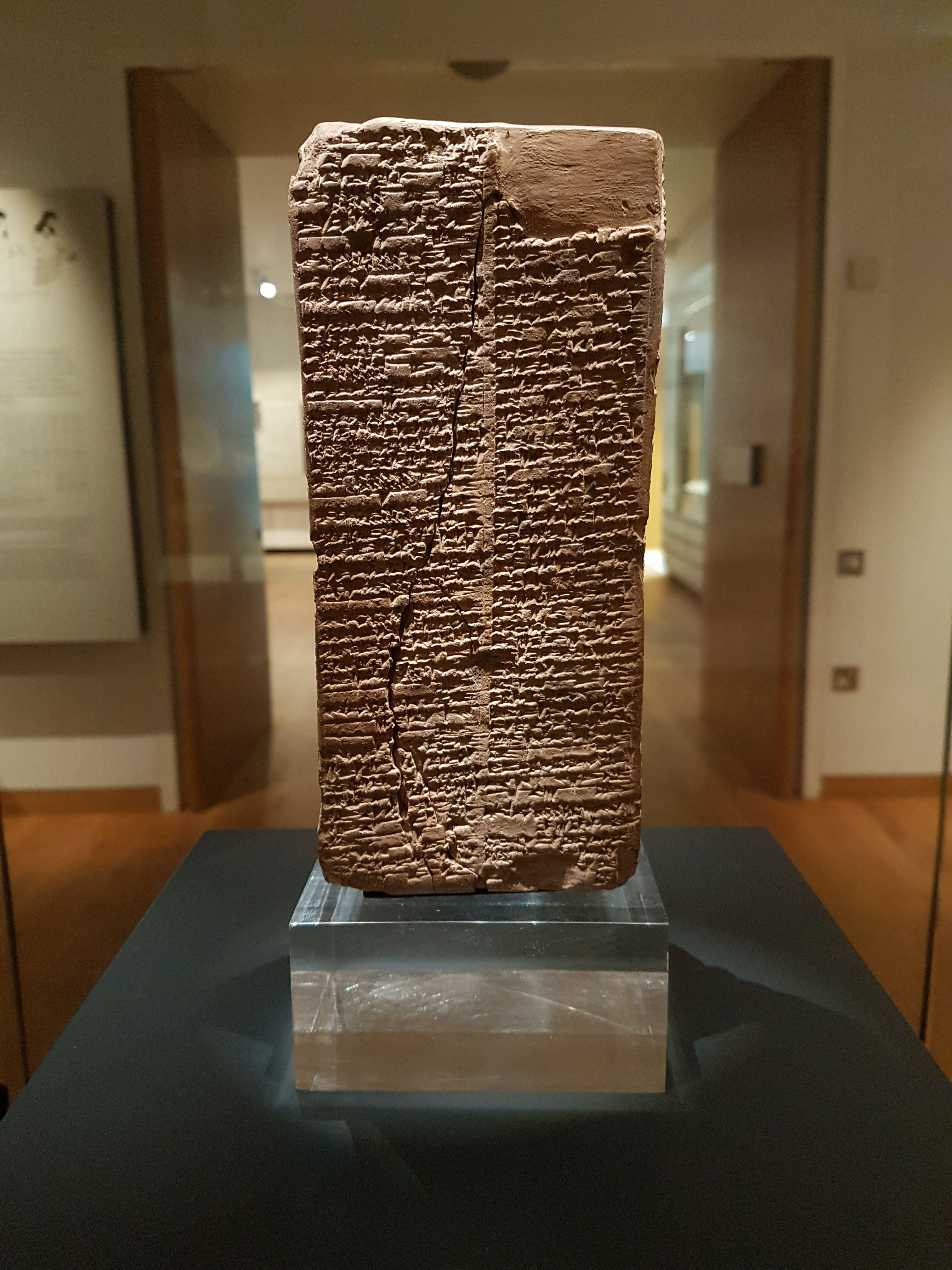
en, onde está escrita a famosa lista de reis sumérios

Um importante documento do período em questão é a Lista Real Suméria, documento cujas informações transitam entre o imaginário mítico e histórico. O documento parece ter sido escrito por volta de meados do 3,º milênio a.C., pois transmitia para uma data anterior fatos que só foram acontecer mais tarde, como a unificação da Suméria sob um só líder. Os primeiros reis sumérios são apresentados em ordem, seus reinos são datados e seus feitos narrados. A lista pretende indicar que a realeza é uma concessão divina, legitimando a instituição monárquica. Os primeiros reis são quase todos míticos, enquanto os últimos parecem ter realmente existido. A Lista Real Suméria foi reconstituída por Thorkild Jacobsen a partir de várias tábuas diferentes, e foi publicada em 1939. Ela se preocupa em apresentar apenas os reis que reinaram sobre todo o território sumério, e os lista, todos, até o reinado de Sinmagir de Isim (1827–1817 a.C.).

#### Supremacia de Quis

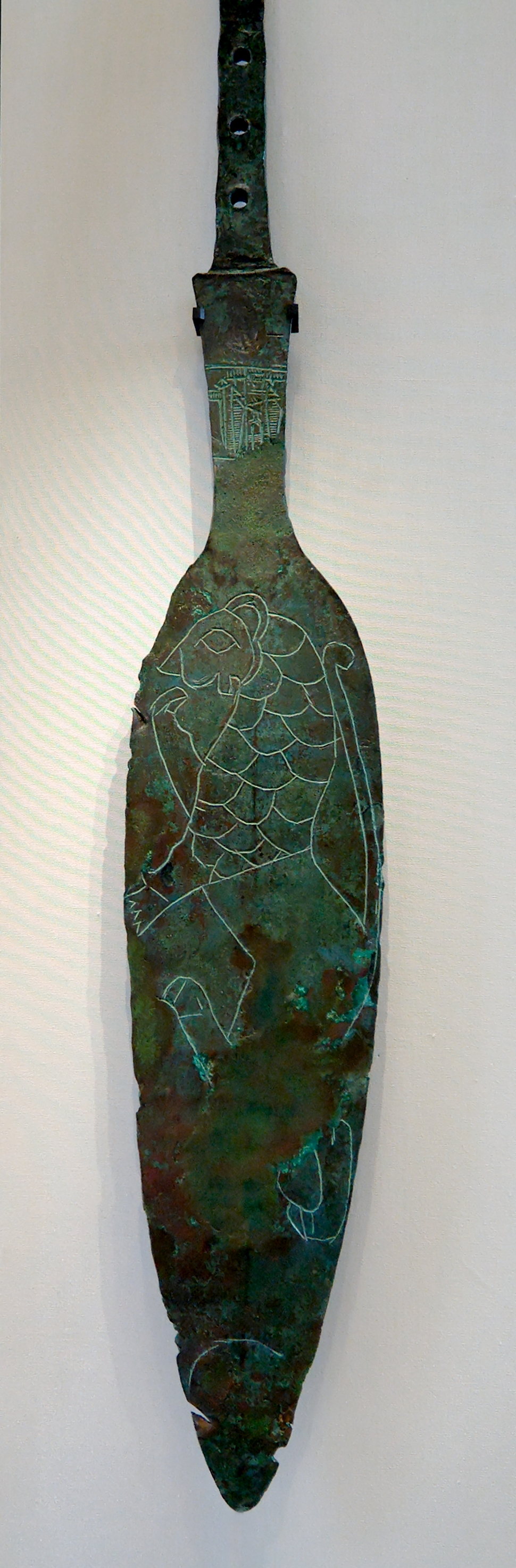
', de um rei de Quis, encontrada em Lagas

A cidade de Quis ficava numa região próxima da atual cidade Bagdá, e durante o período dinástico antigo foi responsável por estender seu domínio sobre grande parte das cidades vizinhas. O período dinástico antigo é marcado pelos conflitos entre as cidades-estado (mais corretamente cidades-reino) que se desenvolveram na região por essa época (principalmente Quis, Ur e Uruque). Por volta de 2 700 a.C. um rei chamado Enmebaragesi obteve controle sobre toda a região sul da Mesopotâmia e também de Elam, localizada no sudoeste do atual Irã. Enmebaragesi foi também responsável por construir um templo em homenagem ao deus Enlil na cidade de Nipur, que posteriormente se tornaria o mais importante centro religioso da Mesopotâmia.

#### Supremacia de Uruque
Durante essa época as cidades de Uruque e Ur começaram a crescer em importância política, desafiando a autoridade de Quis. O rei Gilgamés, talvez a figura mais conhecida da antiga Mesopotâmia, foi responsável por travar guerra com Aga, rei de Quis e filho de Enmebaragesi. Aga foi derrotado e submeteu-se à autoridade de Gilgamés. O rei de Uruque se tornou um verdadeiro herói no imaginário mesopotâmico, tendo inclusive participado como personagem de uma das mais famosas obras literárias da antiguidade, a Epopeia de Gilgamés.

#### Supremacia de Ur
A terceira cidade a estender seu domínio sobre as vizinhas foi a cidade de Ur. O rei Mesanepada, governando talvez por volta de 2 600 a.C., adotou para si o título de "rei de Quis", o que indicava sua sucessão como supremo senhor da Suméria. O esplendor de Ur é atestado pelo famoso cemitério real encontrado nesta cidade.

#### Supremacia de Lagas

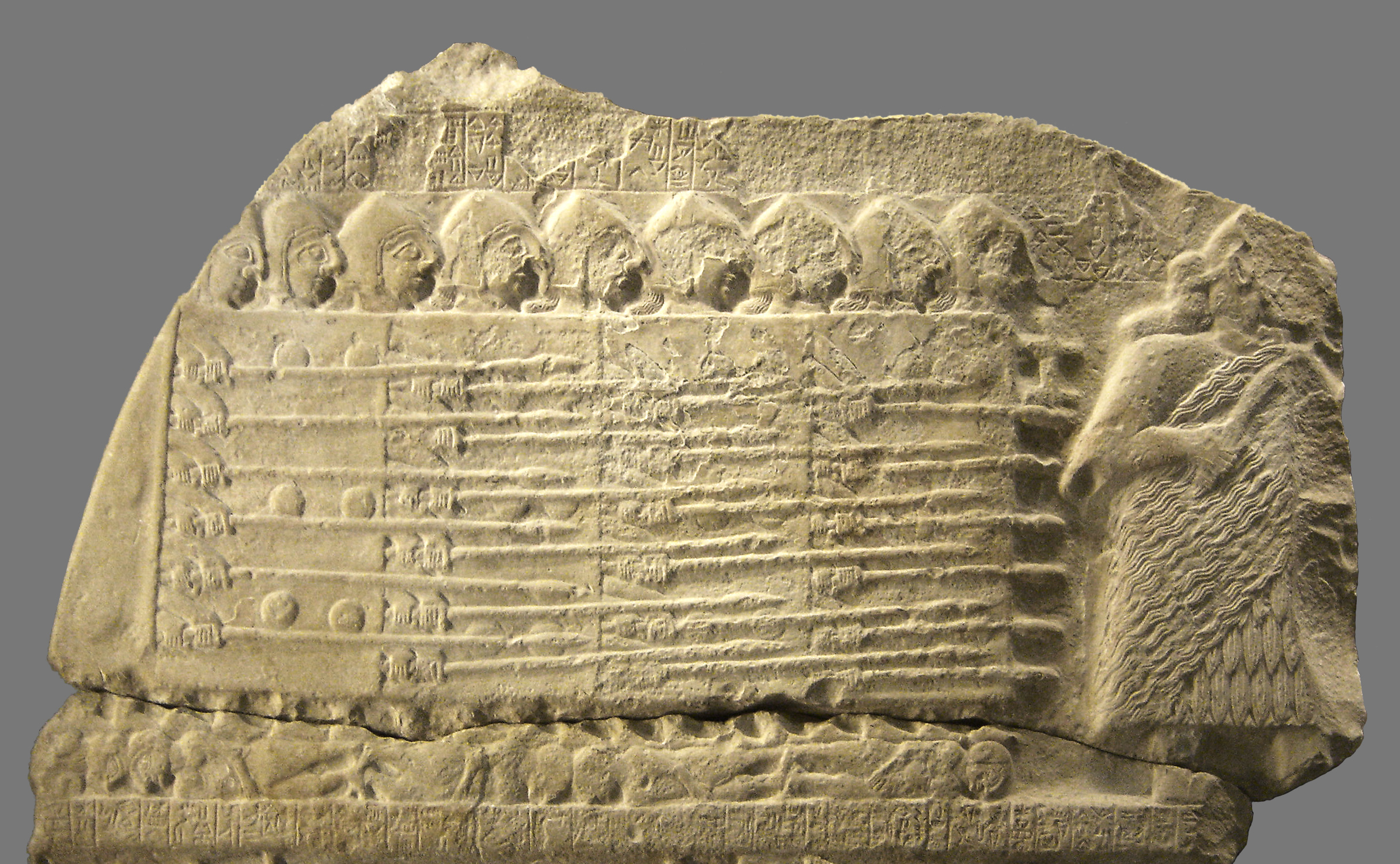
Estela do rei Eanatum, narrando sua vitória esmagadora sobre a cidade de Uma

As disputas incessantes entre Ur, Uruque e Quis, reiniciadas com a morte do rei Mesanepada, fizeram da região um território particularmente vulnerável aos ataques de estrangeiros como os elamitas (de Elão, no sudoeste do atual Irã). A invasão dos elamitas favoreceu o fortalecimento de uma cidade-estado mesopotâmica ao norte, Lagas, que nos anos subsequentes dominou e subjugou toda a Suméria. O rei Eanatum, conhecido pelo título de "Aquele Que Submete Todas As Terras", expulsou os elamitas do território sumério e conquistou Elão. Por volta do ano 2 450 a.C. ele estendeu seu controle sobre as outras cidades-estado da região. A Estela do rei Eanatum conta a história da batalha travada entre o rei de Lagas e a cidade de Uma, e descreve os termos da paz, constituindo talvez o primeiro documento diplomático da história. A vitória do rei Eanatum é obtida com a ajuda do deus de Lagas, Ninguirsu, que é retratado na estela.

#### Supremacia de Uma(2360–2350a.C.)
A cidade de Uma, contudo, sob o governo do rei Lugalzaguesi, derrotou e destruiu a cidade de Lagas em pouco menos de um século depois do reinado de Eanatum. De acordo com os registros oficiais, Lugalzaguesi conseguiu obter a submissão de 50 príncipes e o controle sobre o território inteiro se estendendo do Golfo Pérsico até o Mediterrâneo. Não obstante, em 2350, Lugalzaguesi foi derrotado e feito prisioneiro pelo conquistador acádio Sargão, o Grande.

#### Cultura no Período Dinástico Antigo

##### Decifração do cuneiforme
A decifração da escrita cuneiforme foi uma tarefa difícil e demorada levada a cabo por diversos intelectuais no século XIX. Um dos nomes mais associados a esse processo é o de Henry Rawlinson, que copiou uma inscrição cuneiforme trilíngue que havia sido produzida por ordem do rei persa Dario I por volta do ano 520 a.C. Rawlinson também traduziu a coluna da inscrição que correspondia ao persa antigo, valendo-se de uma técnica já empregada por Georg Friedrich Grotefend [en]. Os esforços de Edward Hincks [en] foram essenciais para o deciframento do cuneiforme acadiano. A interpretação do sumério, por sua vez, foi muito mais demorada, e recebeu ajuda particular por parte de Paul Haupt [en]. Já o elamita permanece na sua maior parte incompreendido. A partir da interpretação dos textos antigos foi possível conhecer e estudar o universo cultural dos antigos mesopotâmicos.

##### Religião

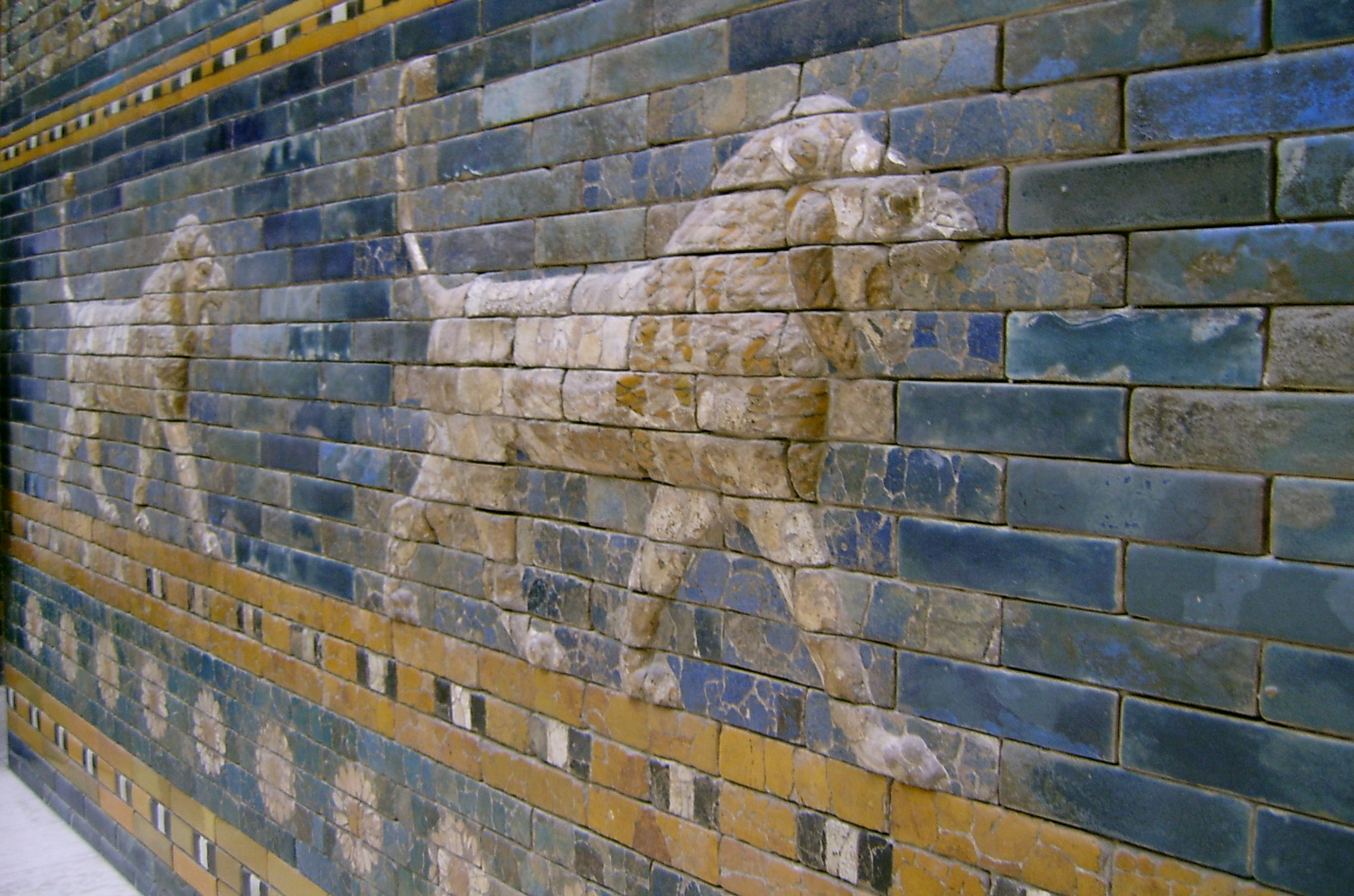
Portão da deusa Inana, representando o leão de Inana

O pensamento religioso era muito importante para os primeiros povos mesopotâmicos, na medida em que quase todos os elementos da sociedade eram entendidos a partir de sua relação com o sagrado. Os sumérios acreditavam que o mundo (ou a Mesopotâmia) era um disco cujos limites eram determinados pelas montanhas e uma imensidão de água. Tudo no universo era passível de ser "animado" no sentido religioso, desde pedras até animais e astros. Os deuses eram concebidos como agentes superiores e imortais com o poder de controlar o cosmos. Embora os deuses fossem imortais, inúmeras narrativas mitológicas falam de divindades mortas e depois renascidas. Uma crença amplamente difundida pelo Oriente Próximo era a de que os deuses poderiam criar apenas pelo poder da palavra. A palavra dos deuses também funcionava no sentido de estabelecer "me", a lei cósmica.
As divindades mais importantes do panteão mesopotâmico no período dinástico antigo eram An (deus do céu), Enlil (deus do vento), Enqui (deus da água) e Ninursague (deusa da terra). An era descrito como o soberano entre os deuses. Enlil era um importante intermediário entre os deuses e os homens, cujo templo principal era o de Nipur. Era chamado pelo título de "Pai dos Deuses". Um dos mitos antigos, interpretado por alguns autores como a crença suméria em relação ao ciclo da vida, conta a história de como Enlil raptou uma bela deusa chamada Ninlil, e forçou-a a ter relações sexuais com ele. Por ter cometido esse ato hediondo, Enlil fora punido pelos outros deuses e exilado para a "Terra sem Retorno", o mundo dos mortos, junto de Ninlil, agora grávida da deusa-lua Nana.
Enqui era fortemente relacionado à fertilidade, certamente porque a água era essencial para a agricultura nas terras secas da Suméria. Um mito antigo fala em como Enqui ejaculava no Rio Tigre, com isso tornando todas as terras cultivados férteis.
Outros deuses eram importantes no panteão sumério, entre eles a deusa da fertilidade Inana, conhecida como Istar em acadiano, e normalmente associada às deusas Vênus e Afrodite da Grécia e da Roma antigas. Inana era relacionada à sensualidade, aos oprimidos, e também à guerra. Uma narrativa suméria conta a história de como Inana, após uma incursão no submundo, descobre que não poderia mais retornar aos céus. Buscando escapar da prisão perpétua no submundo, Inana coloca seu amante Dumuzi como substituto em seu lugar, deixando-o lá para toda a eternidade. Outros mitos narram o apetite sexual de Inana, ao mesmo tempo em que lhe dedicam o título de "Rainha do Céu".

###### Casamento sagrado e prostituição sagrada
Uma cerimônia popular nas antigas cidades-estado sumérias era o chamado "casamento sagrado". Nessa cerimônia era realizada a união sexual entre um deus e uma deusa importantes do panteão regional (ex. Inana e Dumuzi), representados pelo rei e uma nobre especialmente escolhida. Essa cerimônia ocorria geralmente no dia de Ano Novo. Outros ritos eróticos, chamados de "Prostituição Sagrada", acompanhavam o ritual do casamento sagrado, e normalmente eram realizados entre sacerdotes e sacerdotisas na busca de experiências religiosas. Autores ocidentais, familiarizados com esses ritos por meio de suas descrições na bíblia, muitas vezes o confundiram erroneamente com homossexualidade e prostituição.

#### Templos e zigurates

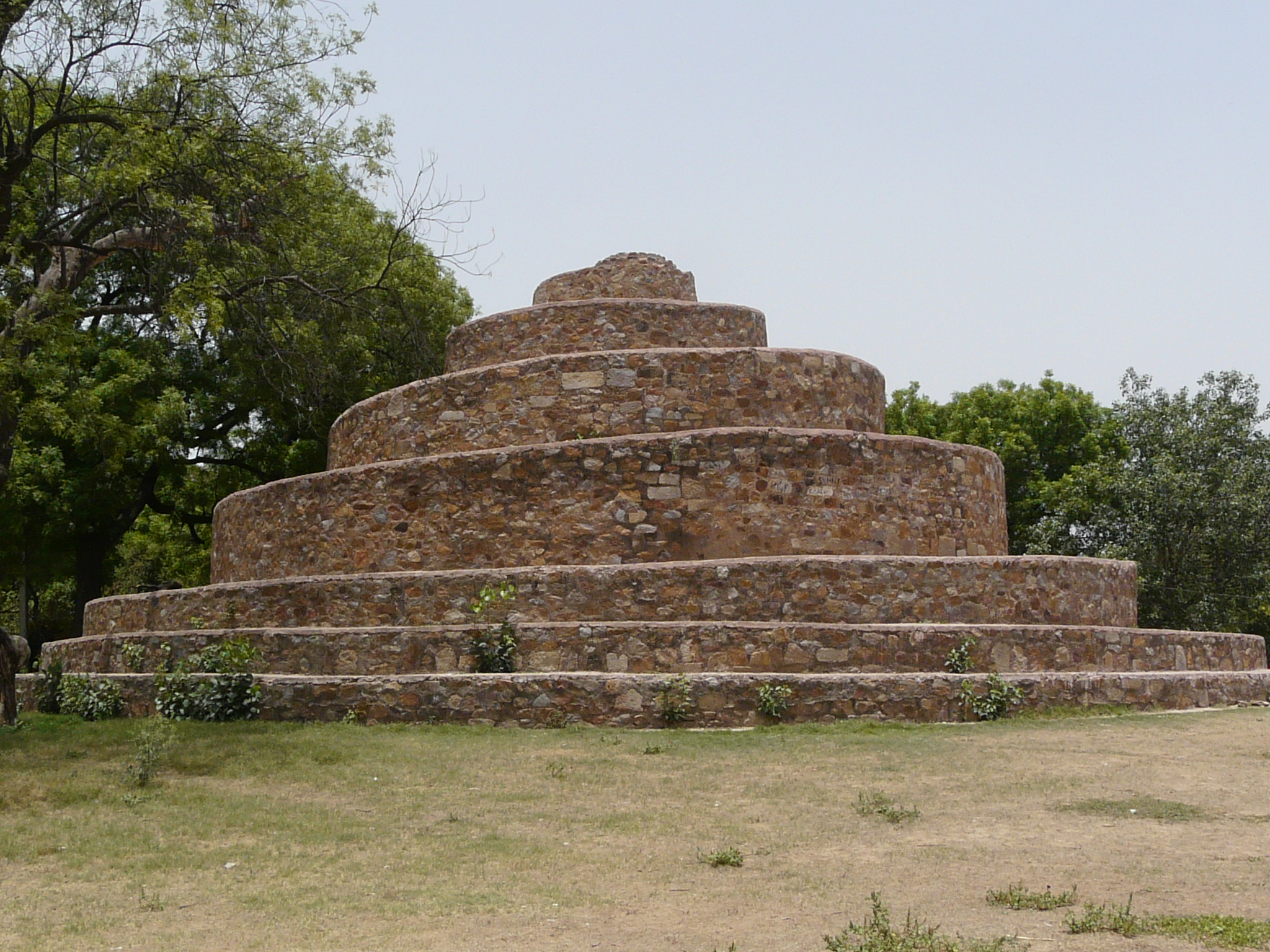
Zigurate

A religião suméria era organizada pelo templo. Cada cidade mesopotâmica tinha um templo, dedicado seja a um deus seja a uma deusa, que eram espécies de patronos locais. Dentro dos templos permaneciam estátuas dos deuses cultuados, nas quais se acreditava residir o próprio deus. Os sumérios ofereciam sacríficos de alimento aos deuses, pois uma das crenças muito difundidas no oriente próximo era a de que os deuses poderiam se alimentar dos alimentos que lhes eram ofertados. Nos templos, hinos eram recitados, canções cantadas e festas celebradas. Os ritos em homenagem aos deuses eram importantes para a manutenção da ordem na terra, e também para a manipulação das divindades em favor dos homens.
Os zigurates eram torres de vários andares, construções muito populares entre os mesopotâmicos. No topo dos zigurates existiam santuários. Os estudiosos acreditam que essas construções representavam uma ligação entre o céu e a terra, funcionando em larga medida como meio de comunicação com os deuses. É provável que a imagem bíblica da torre de babel tenha sido baseada nos zigurates.

#### Escavações na cidade de Ur
O interesse pela cidade de Ur no ocidente é facilmente explicado pela sua marcante presença na bíblia como pátria de Abraão. A antiga cidade de Ur se encontra no sul do Iraque, a noroeste da atual cidade de Baçorá. Sua importância, atestada no período dinástico antigo e mesmo depois, não era menor nos tempos pré-históricos, quando já era povoada. As primeiras prospecções na região remontam a 1854, enquanto as escavações começaram em 1918, tendo sido brevemente interrompidas e retomadas em 1922, por iniciativa do Museu Britânico e da Universidade da Pensilvânia, sob comando do arqueólogo Sir Leonard Wooley. Neste mesmo ano, os arqueólogos já haviam conseguido desenterrar o famoso zigurate da cidade. Vestígios valiosos, contudo, desviaram a atenção dos arqueólogos para uma outra área arqueológica, desenterrada entre 1926 e 1932: o cemitério de Ur.

##### Cemitério de Ur
Na década de 1920 o arqueólogo britânico Leonard Woolley descobriu as tumbas reais de Ur do período dinástico antigo. Essas tumbas datam dos anos 2 550 a 2 450 a.C., e são famosas devido ao abundante e suntuoso material arqueológico nelas encontrado. Sua existência atesta a crença de que os reis mesopotâmicos, devido ao seu vínculo com os deuses, teriam uma vida abençoada no pós-morte. Por esse motivo, os reis eram enterrados em grandes câmaras junto de seus pertences mais valiosos, como joias e tesouros de ouro. Servidores também eram enterrados com os reis, talvez involuntariamente, embora a ideia de passar uma vida pós-morte privilegiada ao lado dos reis possa ter seduzido alguns desses homens. Entre os reis enterrados no cemitério de Ur apenas alguns foram identificados, como Akalamdug e Meskalamdug, além das duas rainhas (nin) Puabi e Ninbanda. Nenhum destes reis, contudo, é citado na lista real suméria, o que indica que eles governaram apenas sobre o território da cidade-estado de Ur.

###### Enigma do cemitério de Ur
Junto dos reis de Ur, foram encontrados também esqueletos de músicos, músicas, cantores e cantoras, soldados e damas de companhia. Na tumba de Acalandugue, por exemplo, foram encontrados 53 esqueletos em vários níveis. Como já foi dito, é possível que estas pessoas esperassem desfrutar de uma pós-morte bem aventurada junto dos reis ao permitir serem envenenados e enterrados com o corpo do soberano. Essa foi a teoria aventada por Leonard Wooley para explicar as inumações coletivas encontradas no sítio arqueológico. No entanto, esta hipótese foi contestada por outros estudiosos, que apontam motivos diferentes para esse fenômeno, uma vez que muitos dos corpos encontrados nas tumbas não foram associados a nenhum dinasta reinante, ou seja, talvez nem toda a tumba carregue o corpo de um monarca. A teoria do arqueólogo Peter Roger S. Moorey [en] é a de que essas inumações coletivas seriam um ritual particular dedicado aos deuses patronos da cidade de Ur, a deusa da lua, Nana, e seu marido, Ningal. Esse ritual envolvia, muito provavelmente, as sacerdotisas do templo dedicado aos deuses em questão, motivo pelo qual tantas mulheres teriam sido encontradas nas tumbas.

#### Literatura
Os documentos literários mais famosos do período dinástico antigo são as narrativas mitológicas e as narrativas épicas. No Conto da Criação, conta-se como Enlil, deus nacional da Suméria, criou o mundo ao separar a terra do céu. Conta-se também como os seres humanos foram criados a partir da argila com um sopro divino, com o propósito de servirem os deuses com bebidas e comida.

##### O dilúvio
A narrativa suméria do dilúvio conta como os deuses, irritados com a humanidade, decidiram lançar sobre ela um terrível dilúvio. Utnapistim (também chamado  Ziusudra), uma espécie de Noé sumério, foi avisado por algumas divindades em sonho que deveria criar uma arca na qual colocaria representantes de todas as espécies animais existentes e com a qual se salvaria do dilúvio.

###### O orientalismo e o dilúvio

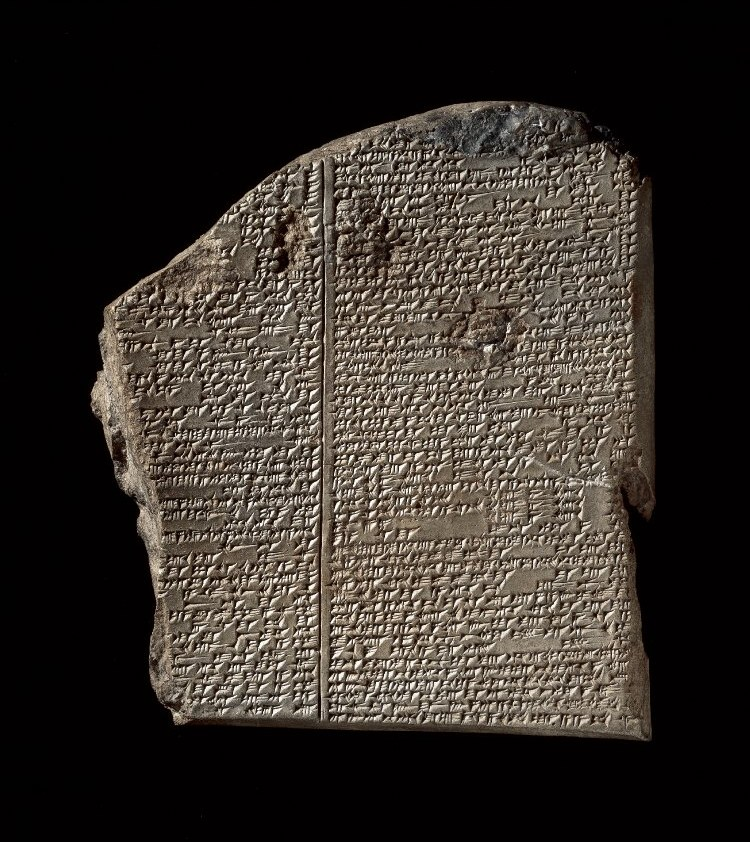
A controversa tábua do dilúvio

Em 1873, a história mesopotâmica do dilúvio foi publicada, causando polêmica no meio acadêmico e nas sociedades ocidentais. O fragmento da Epopeia de Gilgamés, traduzido e divulgado a partir de uma tábua de Nínive (preservada no Museu Britânico), narrava uma história muito semelhante à do Gênesis bíblico, o que obrigou os estudiosos a colocarem a composição da bíblia na esfera de influência do seu contexto histórico, a antiga Mesopotâmia. No entanto, os primeiros estudos comparativos entre a tábua do dilúvio e a bíblia tratavam a narrativa suméria apenas como uma prova da historicidade bíblica, o que era muito comum nos primeiros anos da arqueologia. Foi a figura contraditória de Friedrich Delitzsch [en] que observou pela primeira vez a necessidade de se estudar os documentos hebraicos sob a luz de seu contexto mesopotâmico, numa famosa conferência conhecida como "Babel/Bíblia". Delitzsch defendia que as concepções hebraicas de criação, além de suas narrativas mitológicas, eram em grande parte dependentes do imaginário de uma civilização que ele considerava superior, a suméria. Cercado pelas teorias racistas e anti-semitas do final do século XIX e começo do XX, Delitzsch desprezou o caráter sagrado do Antigo Testamento, ao mesmo tempo preservando o valor dos manuscritos cristãos, que considerava mais perfeitos.
Essa teoria exagerada foi acompanhada do surgimento de uma corrente ideológica conhecida como "Pan-Babilônica". Os orientalistas desta corrente defendiam que as origens de quase toda a cultura humana poderia ser traçada de volta à Mesopotâmia, radicalizando a teoria difusionista da sociologia. Autores famosos dessa época foram Hugo Winckler [en] e Peter Jensen [en].

##### Epopeia de Gilgamés

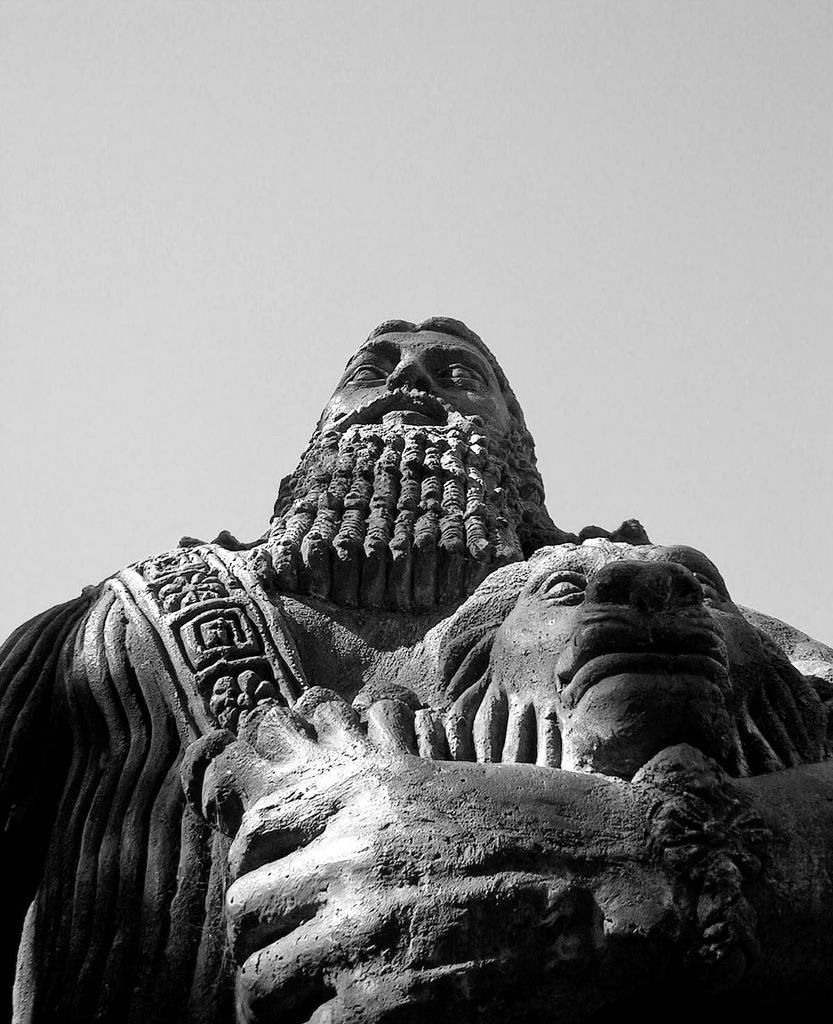
Gilgamés, protagonista de uma das mais famosas epopeias da antiguidade

Gilgamés foi uma personagem em parte histórica e em parte mitológica. A epopeia de Gilgamés narra a história do rei Gilgamés de Uruque, dois-terços deus, um-terço humano. Este rei fora um grande conquistador, mas também um governante opressor, razão pela qual os deuses enviaram o gigante Enquidu para detê-lo em sua tirania. Após um confronto inicial, contudo, Enquidu e Gilgamés se tornaram amigos. Em uma de suas aventuras juntos, Enquidu e Gilgamés precisam enfrentar o Touro dos Céus, enviado pela deusa suméria Inana como punição por uma ofensa. Enquidu consegue derrotar o monstro, o que não impede que este seja amaldiçoado e morto pelos poderes de Inana. Gilgamés, aterrorizado diante da morte, se embrenha numa jornada pela busca da imortalidade. Ziusudra (Utnapistim), sobrevivente do episódio do dilúvio, adverte Gilgamés que ele só poderia se tornar imortal após encontrar a planta da vida e, embora Gilgamés consiga obter essa planta, ao final da epopeia ela é roubada por uma cobra, tornando a jornada do rei de Uruque uma empresa vã.

#### O mundo dos Mortos
Os sumérios acreditavam na vida após a morte. Na mitologia suméria, os mortos eram enviados para um mundo subterrâneo do qual não havia retorno. Os vivos reverenciavam os mortos, pois acreditavam que assim garantiriam o bom andamento das coisas no mundo dos vivos. Não existia concepção de julgamento pós-morte entre os mesopotâmicos. Acreditava-se que o "espírito" dos mortos atravessava um rio até o "sombrio" mundo dos mortos, onde permaneceria pela eternidade. Essa visão era muito semelhante àquela que os antigos hebreus reproduziram por muito tempo, na qual os homens mortos eram encaminhados para Sheol, uma espécie de submundo sombrio. Em ambas, não há julgamento e a vida na terra é mais valorizada do que a vida pós-morte, onde não se faz distinção entre um "céu" e um "inferno", ou uma eternidade de danação e outra paradisíaca.

#### Metalurgia
Uma das principais inovações do período sumério foi a descoberta do bronze. Por volta de 4 000 a.C. os sumérios já tinham dominado a técnica da fundição,e já conheciam o cobre. Por volta de 3 000 a.C. eles descobriram que a combinação do cobre com estanho e arsênico permitia fazer bronze. Por esse motivo, os arqueólogos ainda denominam este período como "Idade do Bronze". O ouro e a prata também eram manipulados pelos especialistas, e parece que o cobre era importado devido a sua escassez.

#### Eduba
Eduba [en], traduzida como "casa das tábuas", era uma instituição criada para educar os filhos dos abastados e os escribas nas artes e conhecimentos sumérios. Na Eduba, os futuros funcionários do palácio aprendiam a ler, a escrever, matemática, biologia e desenho. Nestas instituições os alunos deveriam se comportar de maneira exemplar, senão poderiam sofrer castigos físicos. A presença das mulheres nestas escolas era limitada, embora saiba-se que algumas filhas de famílias importantes chegaram a frequentá-las. Na Eduba eram preservados tábuas e documentos de literatura suméria.

#### Matemática e calendário
Os sumérios também realizaram importantes avanços no campo da matemática. Seu sistema de numeração era baseado no número 60. Os primeiros registros matemáticos da suméria tinham como objetivo regular os negócios do palácio, principalmente no que diz respeito às transações comerciais.
O calendário mesopotâmico era dividido em 12 meses lunares, de 29 ou 30 dias cada. Um mês extra poderia ser adicionado ao calendário para manter compassados o ano lunar e o solar. O ano se iniciava após a época da colheita, entre setembro e outubro do nosso calendário. Assim como os antigos hebreus, os sumérios datavam seus anos contando a partir do ano zero de um reinado, por exemplo, "sétimo ano de Nabucodonosor". Os sumérios diferenciavam apenas duas estações: emesh (verão, no começo do nosso ano) e enten (inverno, no começo do ano sumério, com a chegada das chuvas e as colheitas).

#### A roda
A invenção da roda, ocorrida em diferentes lugares do mundo e em diferentes épocas independentemente do contato entre os povos, aconteceu pela primeira vez na suméria. A roda de cerâmica já estava em uso no período de Uruque antes de ser empregada para os meios de transporte, por volta do último século do IV milênio a.C. Os arqueólogos encontraram restos de carruagens enterrados na região da antiga suméria, usadas provavelmente para transportar bens materiais. Posteriormente os veículos com rodas foram empregados para fazer guerra. A invenção da roda é particularmente importante, uma vez que permitiu aos antigos ampliar o número de bens transportados.

### Império Acádio(2350–2160a.C.)

#### Sargão, o Grande

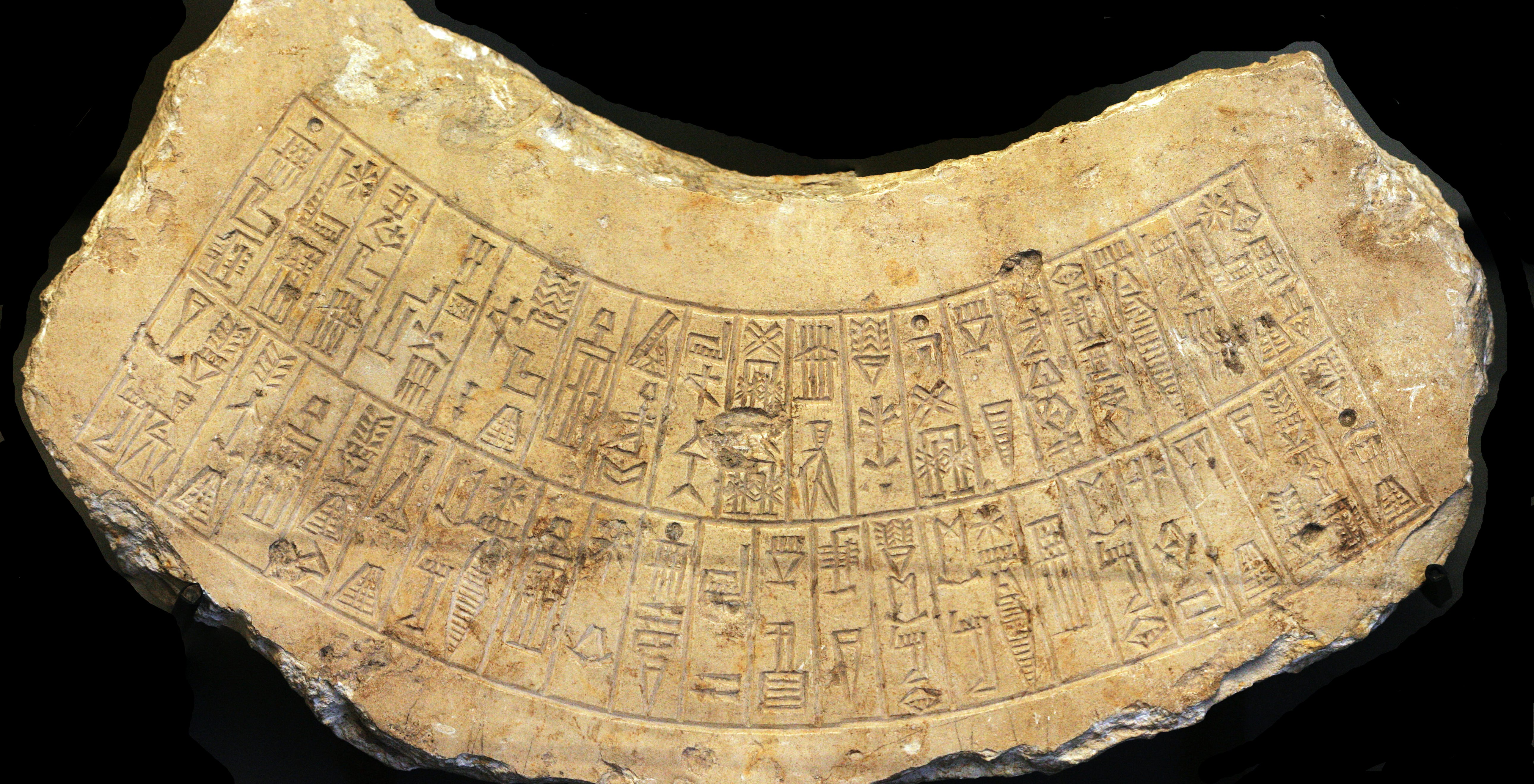
Inscrição acadiana

No ano de 2 350 a.C. a Suméria passa pela primeira vez a ser controlada por uma dinastia acadiana, ou seja, uma dinastia de origem semítica. Os textos antigos contam como um homem de habilidades extraordinárias, Sargão I da Acádia, conquistou e governou o território sumério. Acredita-se hoje que os acadianos eram povos vindos do norte (donde vem o nome de acádia para o norte da Mesopotâmia). Sargão derrotou o rei Lugalzaguesi, e o manteve enjaulado na cidade sagrada de Nipur, onde o rei deposto passava pelas maiores humilhações. As lendas mesopotâmicas diziam que Sargão teria sido colocado por sua mãe dentro de um cesto flutuando sobre o rio Eufrates quando bebê, tendo depois sido encontrado por um fazendeiro que o criou. Não se sabe como se deu sua ascensão política, mas parece que conquistou um cargo dentro do palácio da monarquia em Quis pouco antes de derrotar o rei de Uma.
Após derrotar Lugalzaguesi, Sargão conseguiu derrotar os elamitas e também os povos de uma região da assíria. Nessa época a Mesopotâmia estabeleceu redes de troca com a civilização do Vale do Indo, o Egito e a Anatólia. Sargão fundou a cidade de Acádia, uma importante joia do império, que nunca foi encontrada pelos arqueólogos.
Durante essa época as cidades passaram a ser governadas por enviados do imperador, o que reduziu sua autonomia política. Esses enviados eram falantes de acadiano, e com o tempo o acadiano substituiu o sumério nas inscrições cuneiformes. O imperador construiu um importante templo em homenagem ao deus Enlil em Nipur.

#### Narã-Sim
O neto de Sargão, Narã-Sim, que governou por volta de 2 250 a.C., foi uma importante figura política para a história da Mesopotâmia. Aparentemente este governador exigiu ser tratado como um deus vivo, chamando a si mesmo de "deus da Acádia". Também dizia ser o "Rei dos Quatro Cantos do Mundo". A "Estela de Narã-Sim", exposta no Museu do Louvre, mostra como este rei foi deificado, uma vez que sua imagem se destaca em relação à dos deuses, o que não acontecia no período dinástico antigo. Narã-Sim expandiu o domínio do Império Acádio para a região da atual Síria, tendo conquistado a cidade de Ebla. Seu governo permitiu a amalgamação entre as instituições do templo e do palácio.

### Período dos gútios(2150–2100a.C.)

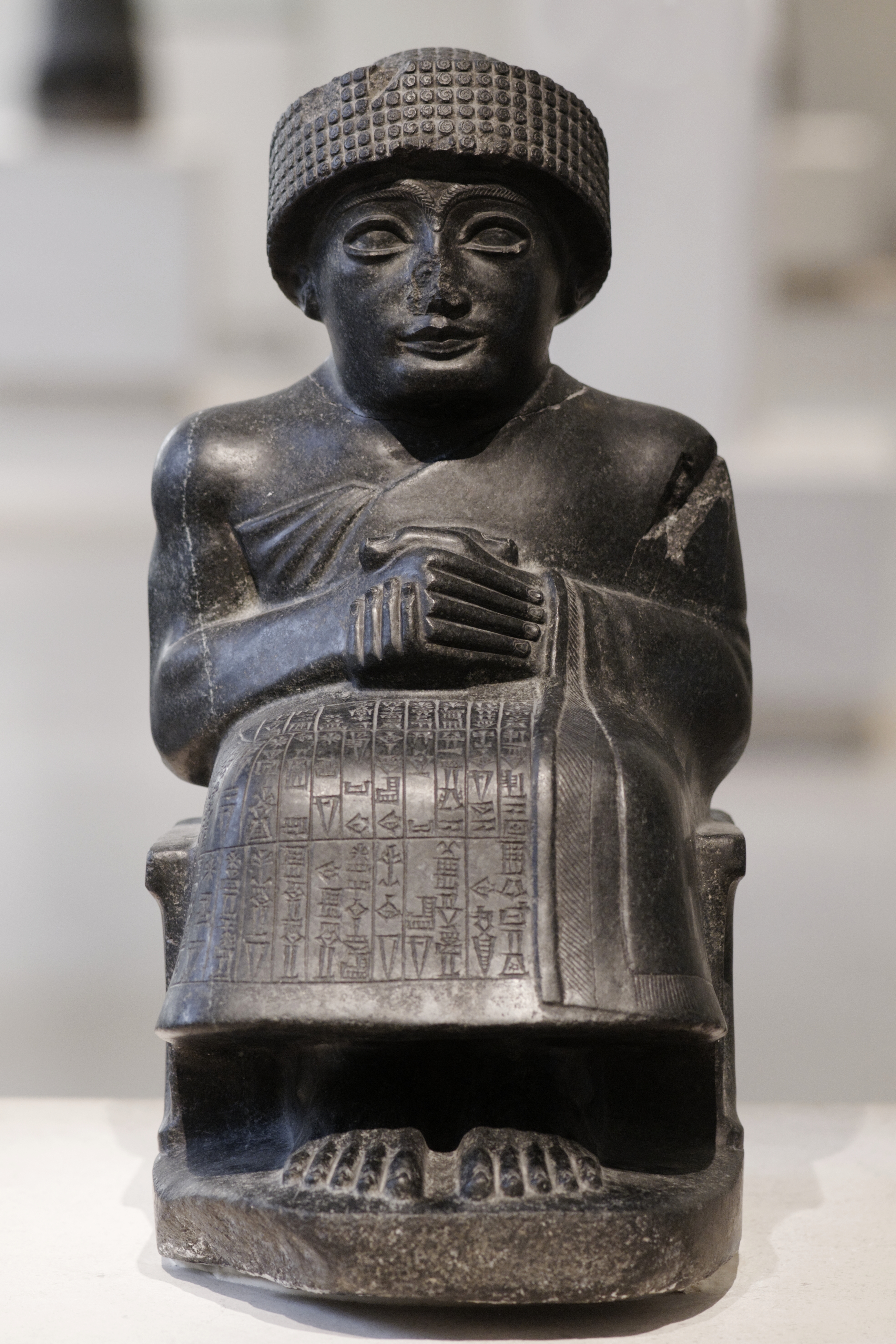
Gudea representado em estátua no Museu do Louvre

O povo sobre o qual Narã-Sim obteve a vitória na época em que foi gravada sua famosa estela, os gútios, a certa altura se revoltaram contra o domínio mesopotâmico e impuseram seu controle sobre o antigo Império Acádio. As disputas internas, as revoltas regionais (incluindo a libertação de Elão) e os ataques destes invasores da cordilheira de Zagros culminou com o destronamento do último monarca acadiano, Ur-Utu, por volta do ano 2 150 a.C. O controle dos gútios foi limitado, e a cidade de Lagaxe, por exemplo, parece ter permanecido independente durante esse período, assim como a cidade de Uruque. O governador Gudea de Lagas foi um dos importantes líderes políticos desse período, tendo sido intensivamente louvado pelos seus súditos na literatura da época.

#### Gudea de Lagas
Gudea de Lagas não aceitava o título de rei (Lugal), preferivelmente chamava a si mesmo de "patesi" (ensi), um cargo de governante político-religioso mais humilde. Este governante se destacou na estatuária do período "neo-sumério", uma vez que 30 peças representando-o foram encontradas na Antiga Mesopotâmia. Elas se encontram hoje em museus como o Louvre e a Gliptoteca Ny Carlsberg.

### Terceira dinastia de Ur(2110–2000a.C.)
Por volta do ano 2 110 a.C. o rei de Uruque, Utuegal, derrotou e expulsou os gútios do território central mesopotâmico. Seu governo, contudo, durou pouco, e logo foi destronado por Ur-Namu, governador de Ur que em breve reunificaria grande parte do território sumério e restauraria o poderio dos tempos anteriores.

#### Ur-Namu
Ur-Namu, o governador de Ur, fundou a última dinastia suméria a reinar sobre parte da Mesopotâmia. A língua oficial voltou a ser o sumério, as artes e a literatura voltaram a ser estimuladas pelo governo e as conquistas militares se multiplicaram. O grande zigurate de Ur foi construído sob ordem de Ur-Namu. Esse governante foi tido como brilhante estrategista e líder político, e promulgou o primeiro código de leis da história

##### Código de Ur-Namu

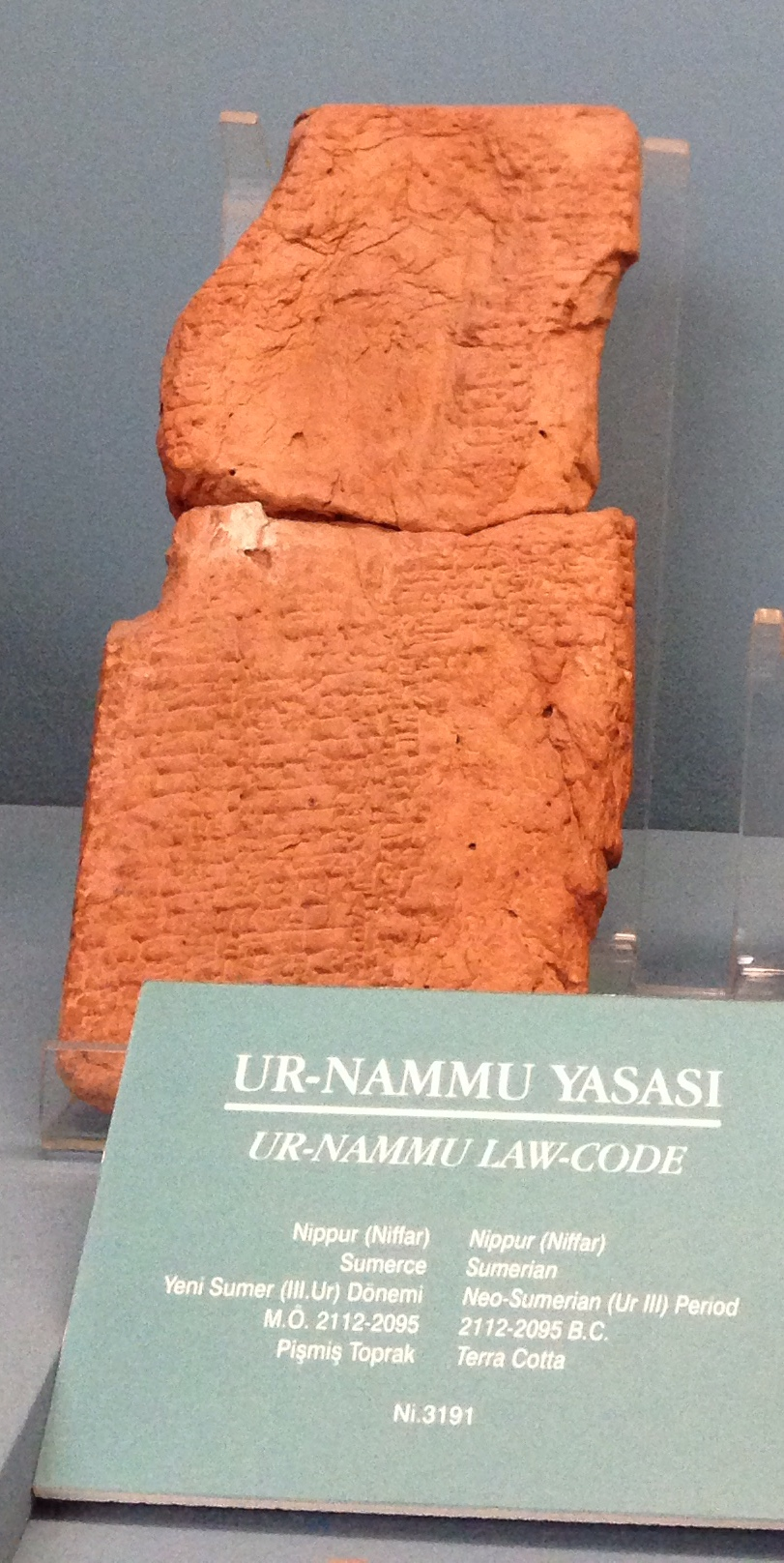
Código de Ur-Namu no Museu Arqueológico de Istambul

Boa parte da comunidade acadêmica é reticente hoje em denominar por "código de lei" o gênero de documento legal produzido na Antiga Mesopotâmia. O código de Ur-Namu, por exemplo, não era exatamente um conjunto de leis voltado a regular todas as atividades dos homens, mas apenas um conjunto de sentenças com o objetivo de regular casos excepcionais. Esse rei promulgou o primeiro documento do tipo conhecido na história, cujo texto chegou a nós por meio de uma cópia tardia. O "código" fala sobre crimes tais como fuga de escravos, adultério e falso testemunho, que eram punidos na sua maioria por multas.

### Queda de Ur(2000–1800a.C.)
O período que vai de 2 000 a.C. até 1 800 a.C. é um período de desagregação política, no qual o domínio de Ur se dissolve rapidamente frente às invasões dos povos Amurru (Amoritas, na bíblia), que penetraram na Mesopotâmia vindos do oeste. Além das invasões amoritas, incursões elamitas são atestadas a partir do leste, além de um decrescimento da produção agrícola. A derrota da última dinastia suméria culmina com o cerco e destruição da cidade Ur pelos elamitas. O rei Ibi-Sim, último da terceira dinastia, é preso e humilhado por seus captores. Nessa época o sul da Mesopotâmia ficou sob influência dos elamitas, irradiada a partir cidade de Larsa, enquanto o norte passou para o domínio dos babilônios, os antigos amoritas.

### Império Paleobabilônico(1800–1590a.C.)

#### Hamurabi(1792–1750a.C.)
Os povos amoritas (de origem semita) que chegavam para ocupar a região desde o golfo Pérsico até ao Mediterrâneo fundaram novas dinastias nas antigas cidades-estado sumério-acadianas. O Império Paleobabilônico foi um dos numerosos reinos estabelecidos na Mesopotâmia por esta época. O sexto rei babilônio, o famoso Hamurabi, conquistou Larsa, a capital dos elamitas no sul, e aniquilou a cidade de Mari, então um importante centro cultural e político  mesopotâmico, reconstruindo assim um império aos moldes daquele governado por Sargão da Acádia, o conquistador, anos atrás. A antiga região chamada por Suméria ou Acádia passou, logo, a ser denominada por Babilônia. A língua suméria continuou sendo utilizada para os registros escritos, mas não era mais falada por essa época. O Império Babilônico não durou muito após a morte de Hamurabi, que foi um brilhante estrategista; no entanto, a cidade de Babilônia, cujas origens permanecem obscuras, continuou sendo um importante centro cultural mesopotâmico nos próximos anos.

##### O código de Hamurabi
O código de Hamurabi é menos um código de leis do que é o de Ur-Namu. O documento é, na verdade, uma série de decisões reais para resolver casos excepcionais e reais.
A estela mais conhecida na qual encontra-se o texto do código foi encontrada no sudoeste do Irã, para onde havia sido levada pelos há elamitas milhares de anos, e hoje está exposta no Museu do Louvre. Ela representa o rei Hamurabi homenageando uma deidade, normalmente identificada como o deus do sol, Samas (Utu, em sumério), às vezes também identificada como o deus nacional da babilônia, Marduque. A ideia que a estela transmite é que o código foi aprovado pelos deuses.  O prologo do documento louva o rei Hamurabi por suas habilidades políticas e qualidades, enquanto o texto apresenta resoluções para pelo menos trezentas causas jurídicas. Entre os temas abordados estão a propriedade, os escravos e o comércio. Morte e mutilação eram punições comuns reservadas aos piores delitos, como incesto, bigamia, adultério e bruxaria. Essas punições variavam de acordo com a condição social do acusado (nobres, por exemplo, tinham a maior compensação por injúrias porém tinham as mais pesadas multas por ofensas).

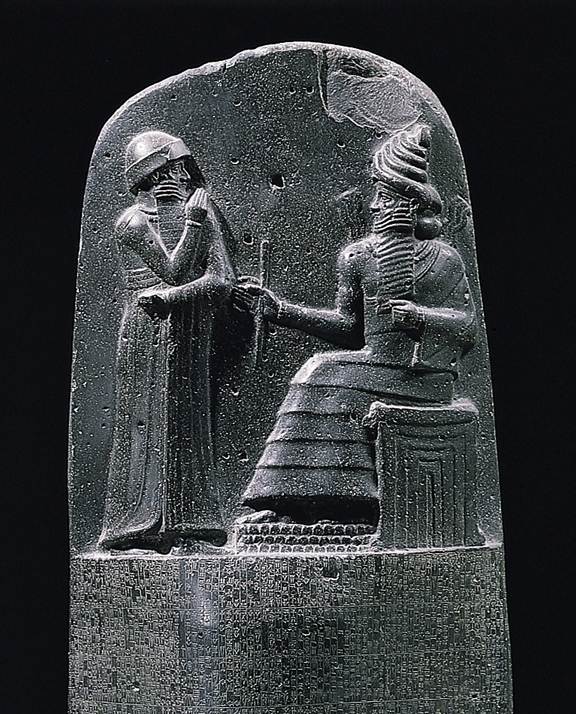
Estela do código de Hamurabi

#### Divisão da sociedade
Embora a mentalidade babilônica operasse com tipos diferentes de ordenamentos sociais, atuando em níveis e escalas diferentes, os arqueólogos e historiadores enfatizam uma determinada concepção de sociedade encontrada nos documentos cuneiformes. O código de Hamurabi oferece a melhor imagem dessa concepção de sociedade, que estava divida em três estamentos ou ordens (embora esses conceitos sejam polêmicos), grosso modo, os nobres/senhores, os dependentes do palácio e os escravos. O primeiro grupo, cercado de privilégios, era composto pelos comandantes militares, oficiais do palácio, sacerdotes e senhores de terras. A segunda "classe" de pessoas incluía a maioria dos habitantes da babilônia: pequenos proprietários, comerciantes e artesãos. Os escravos, por sua vez, eram aqueles homens tornados propriedade de outros seja por débito ou por terem sido feitos prisioneiros em guerra. Sua condição de vida variava; eles poderiam adquirir liberdade com o consentimento do dono.

#### Religião amorita
Marduque era um deus pouco importante de origem amorita que, com a integração desses povos ao mundo mesopotâmico, se mescla ao antigo panteão sumério-acadiano. Sua ascensão ao patamar de deidade principal da religião mesopotâmica ocorre com o tempo, após a fundação do reino babilônico, e se intensifica com o reinado de Hamurabi. No período de Hamurabi, esse deus permanece sendo uma divindade local, mas posteriormente seu culto é difundido para toda a Mesopotâmia.
Durante o período babilônico, os velhos deuses (An, Enlil e Ea ou Enqui) perdem a importância que detinham anteriormente. Istar, Samas e, claro, Marduque, se tornam centrais nos cultos desse período.

##### OEnuma Elis
Quando no alto o céu ainda não havia sido nomeado
E, abaixo, a terra firme não havia sido mencionada com um nome
Apenas Apsu, seu progenitor
E a mãe Tiamate, geradora de todos,
mesclavam juntos suas águas;
Os juncos não estavam trançados, ou galhos sujavam as águas,
Quando os deuses ainda não haviam aparecido,
nem haviam sido chamados com um nome, nem determinado destino algum

— Primeira tábua do Enuma Elis, 1-8.[carece de fontes?]
Depois da Epopeia de Gilgamés, o Enuma Elis é a peça literária mais conhecida da antiga Mesopotâmia. Ignora-se quem foi o autor (ou autores) desta composição literária. Seu nome babilônico (Enuma Elis) é derivado das primeiras palavras do texto, "quando no alto", e tem sido resgatado pelos historiadores e arqueólogos em oposição ao antigo título de "mito da criação", pelo qual era inadequadamente designado nos primeiros anos da assiriologia. Não existe consenso em relação à data de sua publicação, embora uma teoria aceita seja a de que este poema tenha sido feito no reinado de Nabucodonosor I (1124–1103 a.C.), quando este derrota os elamitas e restabelece a estátua do deus Marduque à antiga morada. O texto do Enuma Elish é dividido em sete cantos, com um total de aproximadamente mil e cem versos. O poema fala da criação do mundo, da criação dos deuses e da criação dos homens, mas seu tema principal é a ascensão de Marduque sobre os outros deuses como soberano divino.
O poema conta como, no princípio, Tiamate e Apsu, respectivamente os princípios da água salgada (mar) e da água doce misturavam suas águas. De dentro destes dois surgiram os primeiros deuses, entre eles Lacmu e Lacamu, Ansar e Quisar, Anu e Nudimude (Ea). Esses deuses teriam causado transtornos dentro de Apsu e Tiamate, de forma que o primeiro, junto de seu mensageiro Mumu, foi tomado pelo desejo de destruí-los. Nudimude, contudo, sabendo dos planos de Mumu e Apsu, os assassina, e com o coração de Apsu faz nascer Marduque, caracterizado como o mais sábio e perfeito de todos os deuses. Nos cantos seguintes, a geração de deuses convence Tiamate a punir a geração de deuses mais velhos, com base na ofensa de Nudimude. Desta forma Tiamate, enraivecida, cria um exército de monstros e dragões para exterminar os primeiros deuses, seus filhos, e entrega a tábua dos destinos (instrumento com o qual se controla os rumos do universo) para Quingu, general de suas tropas de monstros. Aterrorizados com os projetos de Tiamate, os deuses da primeira geração decidem abdicar de sua autoridade em prol de Marduque, que se compromete a destituir Quingu e derrotar Tiamate, provando assim sua coragem e força. Marduque destrói Tiamate, e usa o corpo desta para criar as partes do universo. Com o sacrifício de Quingu, são criados os homens (chamados no poema de "cabeças negras"), trabalho de Nudimude (Ea). Os outros deuses revoltosos são poupados por Marduque, elevado ao nível de soberano supremo entre as divindades por suas proezas. Marduque também resgata a tábua dos destinos, e recebe cinquenta títulos especiais, tornando-se assim o mais poderoso dos deuses.

###### O Enuma Elis e seu significado político
A maior parte da comunidade acadêmica afirma que a história contada no Enuma Elis, isso é, a ascensão da Marduque, está ligada ao crescimento do Império Babilônico antigo e seu fortalecimento político. Alguns dizem que, pelo contrário, a redação do mito se deve ao enfraquecimento político e à necessidade de autoafirmação em períodos de crise. Uma opinião corrente é a de que o estilo de governo representando pela monarquia de Marduque é um reflexo do modelo imperial de governança da babilônia antiga. De acordo com outras interpretações do Enuma Elis, o mito retrataria uma transição do governo "democrático" primitivo para um governo monárquico, uma vez que o conselho dos deuses da primeira geração é substituído, a partir de um acordo, pelo governo autárquico de Marduque.

###### O Enuma Elis e seu significado religioso
Alguns historiadores acreditam que o mito revela uma tendência ao monoteísmo, uma vez que Marduque é colocado acima dos outros deuses. Não obstante, a ascensão de Marduque parece depender justamente desses deuses menores, ou seja, do politeísmo, para ser verificada.
Mircea Eliade, um célebre estudioso da história das religiões, acreditou ver no universo do Enuma Elish uma natureza dual: constituído pelo corpo de Tiamate (demoníaco) e pelo trabalho de Marduque (divino). O mesmo seria aplicável aos homens, que foram criados pela substância demoníaca de Quingu e pela obra divina de Ea. Para Eliade, a "primordialidade" em si era tida como fonte de criações negativas,

###### O Enuma Elis e o Gênesis
Por ser um poema cosmogônico e antropogônico, o Enuma Elis foi comparado incontáveis vezes com livro do Gênesis. Isso porque a bíblia, nos primeiros anos da assiriologia, tinha sua importância exagerada por parte dos pesquisadores. De fato, podemos estabelecer certos paralelos entre o livro do Gênesis e o Enuma Elis, pois ambos são oriundos de um mesmo universo cultural. Mas as diferenças entre os dois também são substanciais.
Tanto no Gênesis quanto no Enuma Elis, a água aparece como substância primordial (Gênesis 1:2). O caos original é descrito de forma semelhante em ambos os textos. No entanto, enquanto no gêneses há apenas um deus criador, no Enuma Elis os deuses vão sendo criados deste caos primordial. Eloim (Deus), assim como Marduque, se vale da palavra na cosmogonia bíblica (Gênesis 1:3). Eloim (Deus) cria o céu, na mesma ordem que Marduque. Em ambos os textos, o céu é uma abóbada na qual reside a água celeste. Eloim e Marduque criam o sol, a lua e as estrelas na mesma sequência (Gênesis 1:16). Depois são criadas as plantas, o mesmo no Gênesis e no Enuma Elis (Gênesis 1:12). O Gênesis traz a passagem "E disse Deus: Façamos o homem à nossa imagem", enquanto o Enuma Elis traz a passagem "Eu criarei algo original cujo nome será homem".[carece de fontes?] No Gênesis, o homem e a mulher são criados para cultivar o paraíso, no Enuma Elis, para estar a serviço dos deuses. No final da criação, os deuses descansam, assim como Eloim.
No restante da bíblia hebraica, pode-se perceber que os hebreus atribuíam a Javé (Deus) certos feitos de Marduque. Em Jó 7, 12, por exemplo, ressoam imagens do mito babilônico ("Sou eu o mar, ou um monstro marinho, para que me ponhas uma guarda?"). O tema do combate a um monstro primordial, caracterizado como o "mar" ou as "águas", ou ainda como um monstro mitológico primordial (Leviatã), aparece em Jó 3, 8; 9, 13; 26, 12; 40, 25; em Salmos 65, 8; 74, 13-14; 77, 17; entre outros.

###### O Enuma Elis e a cidade de Babilônia
No Enuma Elis a criação da cidade de Babilônia é creditada ao deus Marduque. Essa cidade teria sido construída pelo deus supremo como morada para os deuses. Sua existência é anterior à criação dos homens, de acordo com o poema.

### Período de desagregação(1590–1000a.C.)
Após a morte de Hamurabi, possivelmente na data de 1 750 a.C., povos de origem cassita começaram a invadir a região da Babilônia. Esses povos, cuja língua não pode ser associada a nenhum outro grupo linguístico e cujas origens permanecem obscuras, fundaram novas dinastias reinantes no sul da Mesopotâmia e lá se instalaram por muitos anos, até serem expulsos pelos elamitas mais tarde. Enquanto isso, povos de origem indo-europeia começaram a adentrar o território mesopotâmico pela Anatólia. Um desses povos foram os hititas, originários do sudeste europeu, na margem superior do mar negro, que formaram um poderoso império na Mesopotâmia, destruído por volta do ano 1 180 a.C. Os reinos hurritas, formados também por novos invasores, unificaram-se numa unidade política conhecida como o reino de Mitani (1550–1350 a.C.) que influenciou a situação política na Mesopotâmia pelos próximos séculos. O Egito, nessa época adentrando no período do Novo Império, seria outra influente força política dominando a história da Mesopotâmia nesse período. No entanto, seria a Assíria a tomar o papel de nova senhora do oriente próximo com seu fortalecimento político nesses anos de desagregação.

#### Babilônia cassita(1590–1160a.C.)
Após a morte de Hamurábi (por volta do ano 1 750 a.C.), miríades de revoltas e insurgências explodiram no reino babilônico, tornando-o particularmente vulnerável aos ataques externos. O sul do Império Paleobabilônico passou para o controle de invasores do mar, enquanto a região norte foi ocupada pelos cassitas, povos provindos da região da Cordilheira de Zagros. A cidade de Babilônia, ainda sob domínio dos amoritas, foi invadida e ocupada pelos hititas por volta do ano 1 590 a.C., extinguindo-se dessa forma a dinastia de Hamurabi. No entanto, os ataques cassitas pressionaram os hititas a deixarem rapidamente a capital, e estes povos migrantes tomaram o território central e sul da antiga Babilônia.
A Babilônia esteve sob domínio cassita por cerca de quatrocentos anos. Esses povos absorveram rapidamente a cultura local, de forma que poucas de suas particularidades culturais puderam ser identificadas. Os reis cassitas tinham sua autoridade limitada e seu povo, após a fixação, passou por longos períodos de paz. Seu domínio sobre a Babilônia foi encerrado por volta do ano de 1 160 a.C., quanto tropas elamitas invadiram a região. Uma breve restauração ocorre com ajuda do imperador Nabucodonosor I, que expulsa os elamitas durante seu reinado (1125–1104).

#### Migração dos indo-europeus(c.2000a.C.)
Os povos indo-europeus começaram a disseminar-se pela Europa e pela Ásia antes do ano 2 000 a.C. Entre eles estavam os persas e medos, que ocuparam a região do atual Irã, os arianos, que ocuparam o norte da Índia, os hurritas e os hititas, que ocuparam a região da Anatólia. Os hurritas penetraram no noroeste da Mesopotâmia e no sudeste da Anatólia entre 1800 e 1 550 a.C.

##### Hititas(2000–1180a.C.)

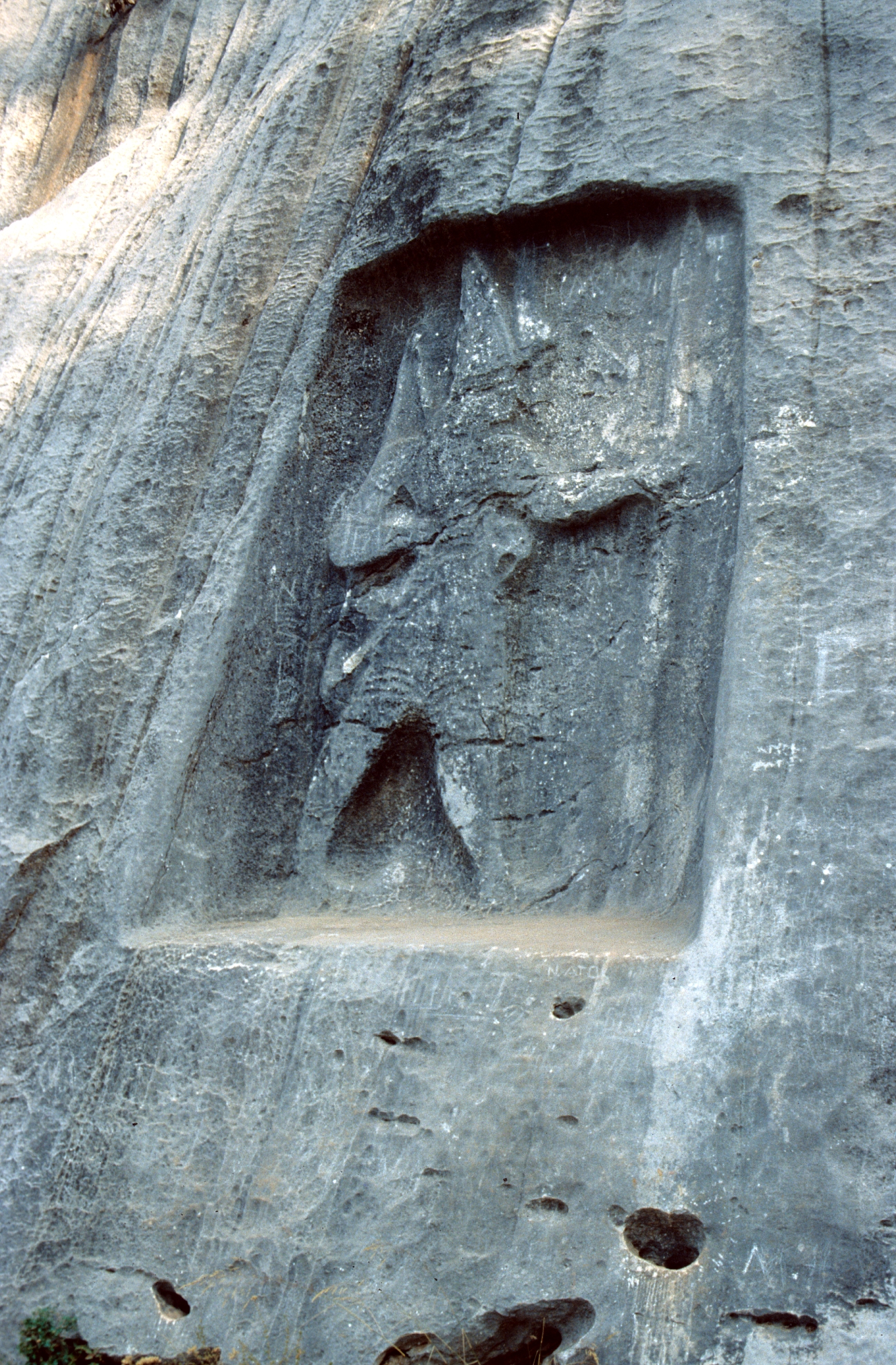
Relevo de rei hitita

Certos povos de língua indo-europeia ocuparam a região de Hati, na Anatólia, onde povos de língua não indo-europeia habitavam. Logo passaram a ser denominados por hititas (cujo nome deriva de "Hati"). Esse povo se instalou como minoria governante em Hati e, se apropriando de alguns conhecimentos nativos, se organizou em cidades-estado. O rei Hatusil I (1650–1620 a.C.) unificou os povos hititas por volta do ano 1 650 a.C. Entre 1650 e 1 500 a.C. surgiu uma unidade política que os historiadores chamam por "Velho Reino" Hitita, sintetizado pelos governos de Hatusil I e Mursil I (1620–1590 a.C.). Mursil I capturou a cidade de Babilônia em 1 595 a.C., mas logo depois foi assassinado numa contenda palaciana, o que levou o reino a um longo período de instabilidade (1590–1370 a.C.). Com a ascensão do rei Supiluliuma I ao trono por cerca do ano 1 370 a.C., o reino hitita renasce, num período conhecido como o do Novo Império Hitita. Durante essa época, os hititas aniquilaram os reinos dos hurritas e de Arzaua, estendendo seu império do mar Egeu às montanhas sírias. No ano de 1274 ocorreu a famosa batalha de Cadexe entre hititas e egípcios, culminando com um tratado de paz entre as duas potências. O declínio do império hitita ocorre com a chegada dos "povos do mar" e com o fortalecimento dos assírios.

##### Reinos hurritas(1550–1350a.C.)
A partir de 1 550 a.C. os hurritas colocaram toda a região entre o norte da Mesopotâmia e a costa síria sob um único domínio, o de Mitani. Esse grupo étnico conseguiu submeter a Assíria à vassalagem e formou uma coalizão com o Egito durante o reinado de Tutemés IV (1401–1391 a.C.). Por volta de 1 350 a.C., o rei hurrita Tusrata foi desafiado pela nobreza do reino, enquanto Mitani sofria ataques dos povos hititas. O Egito, se poderoso aliado, passava por turbulências internas com o reinado de Aquenáton. Isso culminou com a queda do reino hurrita por volta deste mesmo ano. Os hurritas cultuavam deuses semelhantes àqueles dos indianos védicos, como Mitra, Indra e Varuna.

##### Ugarite(1450–1200a.C.)
Ugarite era um reino cananita que floresceu por volta do ano 1 450 a.C. Esse reino foi vassalo dos hurritas, dos egípcios e dos hititas e, por fim, foi destruído pelos "povos do mar" (invasores que causaram turbulência no oriente próximo por volta do século XIII a.C.). O povo de Ugarite tinha um alfabeto próprio, grandes bibliotecas e palácios. Sua cultura matinha continuidade com tradições mais antigas da Cananeia, ocupada desde antes do ano 3 500 a.C. O Deus supremo do panteão cananita era El, o rei dos deuses, frequentemente representado por um touro. Sua parceira era a deusa mãe Aserá. O filho de El era Baal, o deus da fertilidade. A religião cananita foi profundamente influente para as crenças hebraicas. Ugarite floresceu por muitos anos como um importante centro comercial.

##### Filisteus (1 190−700 a.C.)

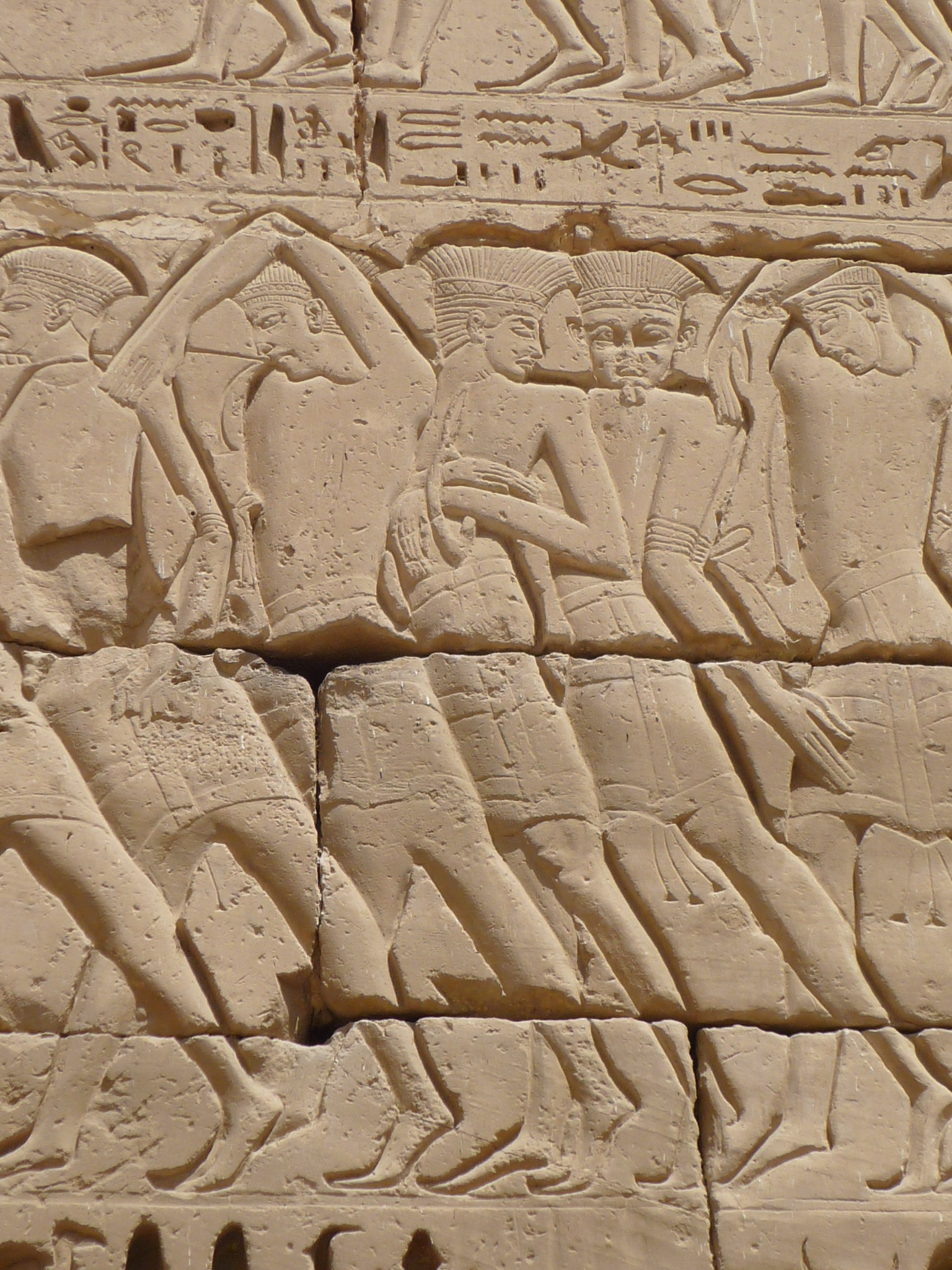
Filisteus

Os Peleset, conhecidos por seu nome bíblico de filisteus, eram um dos grupos entre os chamados "povos do mar", que invadiram o oriente próximo durante o século XII a.C. Seu nome (Peleset) deu origem ao nome da atual região da Palestina. Os filisteus estavam organizados em cidades-estado como Asdode, Asquelom, Gaza, Ecrom e Gate, todas independentes. Acredita-se que os filisteus tenham introduzido as culturas de vinho e oliva no Oriente Próximo. Pouco se sabe sobre sua língua, que ao longo dos anos foi substituída por um dialeto cananita. Os filisteus entraram em conflito com os Hebreus, depois com os egípcios, assírios e caldeus, tendo deixado de documentar por volta do ano 700 a.C.

#### Período Antigo da Assíria(2300–2000a.C.)
Pouco se sabe sobre os assírios antes destes assumirem definitivamente o controle sobre a maior porção do Oriente Próximo. A Terra de Assur, de onde provinham os assírios, tinha esse nome em homenagem a uma deidade principal entre esses povos, escrita em grego como Assíria (e adotada pelos ocidentais até hoje). O território assírio foi dominado por dinastias acadianas e sumérias, durante o Império de Sargão e da terceira dinastia de Ur. Isso explica a grande proximidade existente entre os universos culturais sumério-acadianos e assírio. A unidade política adotada pelos assírios era a cidade-estado, uma monarquia centrada nas duas principais cidades da região: Nínive e Assur.

#### Emergência da Assíria(2000–1000a.C.)
O ano de 2 000 a.C. coincide com a queda da terceira dinastia de Ur e, consequentemente, com o ressurgimento da Assíria como um reino autônomo. Isso permitiu que os comerciantes assírios estabelecessem entrepostos comerciais na Anatólia, onde a circulação de bronze, ouro e prata era intensa. Entre 1850 e 1 650 a.C. a Assíria ficou sob domínio babilônico e entre 1650 e 1 350 a.C. foi um reino vassalo dos hurritas de Mitani. Devido a sua posição geográfica, a Assíria permaneceu sendo por muito tempo um palco de guerras, e isso talvez tenha contribuído para transformar os habitantes nativos em guerreiros violentos. Por volta de 1 365 a.C. o rei assírio Assurubalite derrotou o reino de Mitani e restaurou a independência assíria. A invasão dos povos do mar desestabilizou o antigo cenário político da Mesopotâmia, favorecendo a tomada de poder por parte dos assírios, que com o reinado de Tiglate-Pileser I (1115–1077 a.C.) estenderam seus domínios até parte da costa mediterrânea. No entanto, o século seguinte seria de enfraquecimento político, com as invasões dos arameus e a instabilidade interna.

### Império Neoassírio (1 000−605 a.C.)

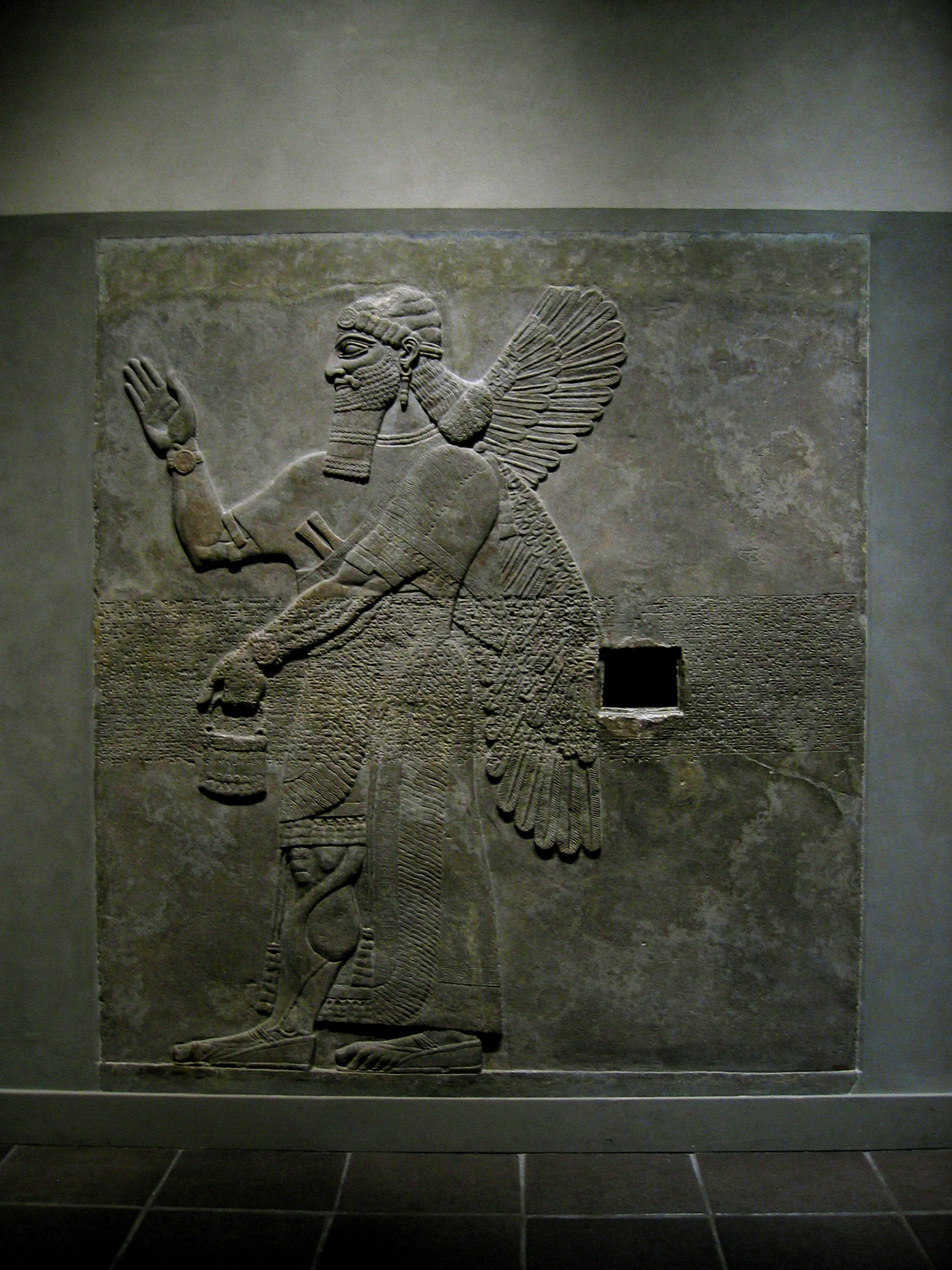
Relevo assírio

Os assírios retomam seu vigor conquistador após o ano 900 a.C. O século anterior havia testemunhado o gradual enfraquecimento da potência assíria, que, não obstante, havia já demonstrado seu potencial expansionista. O reinado de Adadenirari II (911-891 a.C.) reafirmou a autoridade assíria na Mesopotâmia com a expulsão dos arameus, ao mesmo tempo possibilitando um maior controle das principais rotas comerciais da região. Assurnasirpal II, neto de Adadenirari II, dominou um número impressionante de pequenos reinos entre a região da Assíria e o Mediterrâneo, sendo considerado o fundador do Império Neoassírio. Assurnasirpal II fez da cidade de Kalhu, na margem do rio Tigre, a nova capital do império. Esse monarca também ficou famoso pela dispersão em massa dos povos conquistados, que eram deslocados como mão-de-obra para diferentes partes do império.

#### Salmanaser III (858−824 a.C.)
Salmanaser III, filho de Assurnasirpal II, foi responsável pela expansão da Assíria até a região do antigo reino sírio e da região da Palestina. O final de seu reinado foi abalado por revoltas internas. Seus sucessores foram considerados ineptos, e permitiram que o reino de Urartu tomasse parte do território assírio entre 824−740 a.C.

#### Tiglate-Pileser III (745−727 a.C.)
Tiglate-Pileser III era um usurpador, e não pertencia à dinastia anterior. Esse monarca foi responsável por conquistar a antiga Babilônia, já não mais ocupada pelos cassitas, mas sim por um povo semita, os caldeus. Tiglate-Pileser III combateu o reino de Israel, e derrotou os temíveis urartianos, que anos antes pressionavam as fronteiras assírias. Além disso, ele incorporou os reinos arameus  e estabeleceu um sistema de estradas e correios para facilitar a comunicação dentro do Império.
Nessa época, os territórios do império eram governados por príncipes locais ou por oficiais assírios, de acordo com a especificidade de cada cidade.

#### Salmanaser V (726−722 a.C.) e Sargão II (721−705 a.C.)
Salmanaser V era filho de Tiglate-Pileser III, e durante seu reinado, combateu um bloco rival formado por israelitas e egípcios. A cidade de Samaria, capital do reino de Israel, foi sitiada por 3 anos e tomada em 722 a.C. por Sargão II, sucessor de Salmanaser V. Alguns israelitas foram mortos, outros deportados para a assíria.
Sargão II tomou esse nome certamente fazendo alusão ao antigo conquistador acadiano que havia reinado sobre o território mesopotâmico 1500 anos atrás. Sargão II inicia um período na história da assíria que os historiadores convencionaram chamar de "período dos sargônidas". Sargão II transferiu a capital do império para Dur Xarruquim. Em 714 a.C., este famoso monarca invadiu o reino de Urartu.

#### Senaqueribe (704−681 a.C.)
Senaqueribe, filho de Sargão, moveu a capital do império para a Nínive reconstruída. Entre suas incontáveis obras, está o jardim botânico assírio, onde ficavam plantas de todas as partes do império, a dupla muralha de Nínive e um longo canal de abastecimento de água.

##### Guerra com Judá

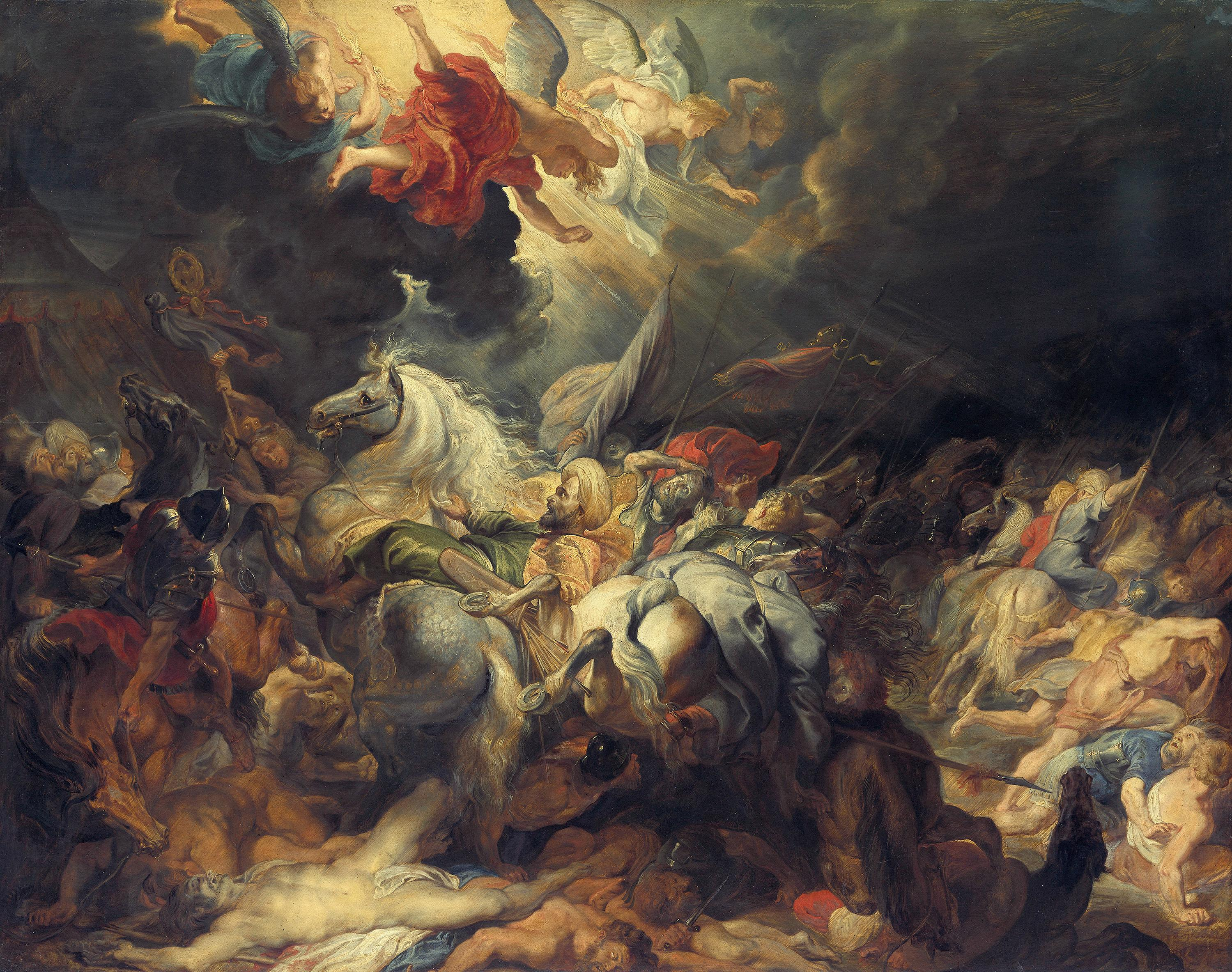
Representação do episódio bíblico do Livro dos Reis por Rubens

Senaqueribe enfrentou também o monarca judeu Ezequias, que teria formado uma aliança com fenícios e filisteus contra os assírios. Em 701 a.C. Senaqueribe moveu uma campanha contra cidades destes três reinos, que foram destruídas e submetidas ao jugo do imperador.
Embora o segundo livro de Reis apresente uma versão amenizada da história do cerco de Jerusalém (2Reis 18, 2Reis 19), segundo a qual Senaqueribe teria abandonado o intento de destruir a capital de Judá devido à intervenção de Javé (2Reis 19,35-36), uma inscrição do rei assírio descreve uma situação muito mais grave. De acordo com ele, "Eu o tranquei [Ezequias] em Jerusalém, sua cidade real, como um pássaro na gaiola. (…) Eu lhe impus pagamentos e presentes por minha soberania, além de seu tributo anterior, pago anualmente." Ainda de acordo com Senaqueribe, Ezequias teria entregue como tributo (demonstração de sua obediência) ouro, prata, marfim e, inclusive, suas próprias filhas.
Na História de Heródoto, segundo livro parágrafo 151, o autor descreve um desastre ocorrido num combate entre assírios e egípcios. De acordo com o grego "(…) Quando Senaqueribe, rei dos árabes e dos assírios, veio atacar o Egito com um grande exército, os guerreiros negaram-se a lutar em defesa da pátria. Vendo-se em tão difícil situação, Setos dirigiu-se ao templo e ali, diante da estátua do deus, pôs-se a lamuriar pela sorte funesta que parecia aguardá-lo; e assim, deplorando suas desgraças, adormeceu. Em sonhos, julgou ver o deus encorajando-o e assegurando-lhe que se marchasse ao encontro dos árabes, a sorte estaria do seu lado, pois ele próprio, o deus, lhe enviaria socorros. Cheio de confiança na visão, Setos reuniu todas as pessoas de boa vontade e dispostas a segui-lo e foi acampar em Pelusa, ponto chave do Egito. Seu exército era composto exclusivamente de negociantes, artífices e vivandeiras. Nenhum guerreiro acompanhava-o. Logo que essas tropas improvisadas chegaram à cidade, espantosa multidão de ratos do campo espalhou-se pelo acampamento inimigo, pondo-se a roer os ameses, os arcos e as correias que serviam para manejar os escudos de maneira que, no dia seguinte, os árabes estavam sem armas, e assim lutando foram fragorosamente derrotados". Essa passagem tem sido interpretada como uma versão da narrativa bíblica sobre um possível desastre que teria retardado as conquistas assírias.
Senaqueribe também conquistou parte da Babilônia e destruiu a cidade sagrada por volta do ano 689 a.C. A estátua do deus babilônico Marduque foi levada para a Assíria.

#### Assaradão (680−669 a.C.), Assurbanípal (668−627 a.C.) e decadência assíria (627−605 a.C.)
De acordo com relatos do oriente próximo, Senaqueribe foi morto por dois de seus filhos enquanto rezava num templo. Esses se rebelavam contra Assaradão, seu irmão, que havia sido empossado do título de rei da Assíria como sucessor do pai. Assaradão derrotou os rebeldes e reconstruiu a cidade de Babilônia. Em 671 a.C. Assaradão invadiu o Egito e proclamou-se rei. Assurbanípal, filho de Assaradão, tentou reconquistar o Egito, uma vez que o rei núbio Taraca havia instaurado uma nova dinastia na região. Samassumuquim, irmão de Assurbanípal, se rebelou contra o governo do irmão e, com ajuda dos elamitas, atacou tropas na Babilônia em 652 a.C. Após a recaptura da cidade, Samassumuquim cometeu suicídio. Assurbanípal praticamente exterminou o estado elamita e puniu severamente os rebeldes caldeus na Babilônia.
A morte de Assurbanípal foi seguida da desintegração do império assírio. O Egito conquistava sua independência em 626 a.C., e Nabopolassar, um rebelde caldeu, inaugurou a última dinastia babilônica, ignorando a autoridade assíria. Uma aliança formada entre caldeus e medos permitiu a destruição dos assírios, que tiveram sua capital (Nínive) aniquilada em 612 a.C., tendo sofrido sua derrota derradeira em 605 a.C. na Batalha de Carquemis. Os assírios foram praticamente varridos do mapa, sua língua apagada, e o império dividido entre medos e caldeus.

### Cultura e sociedade no período neoassírio

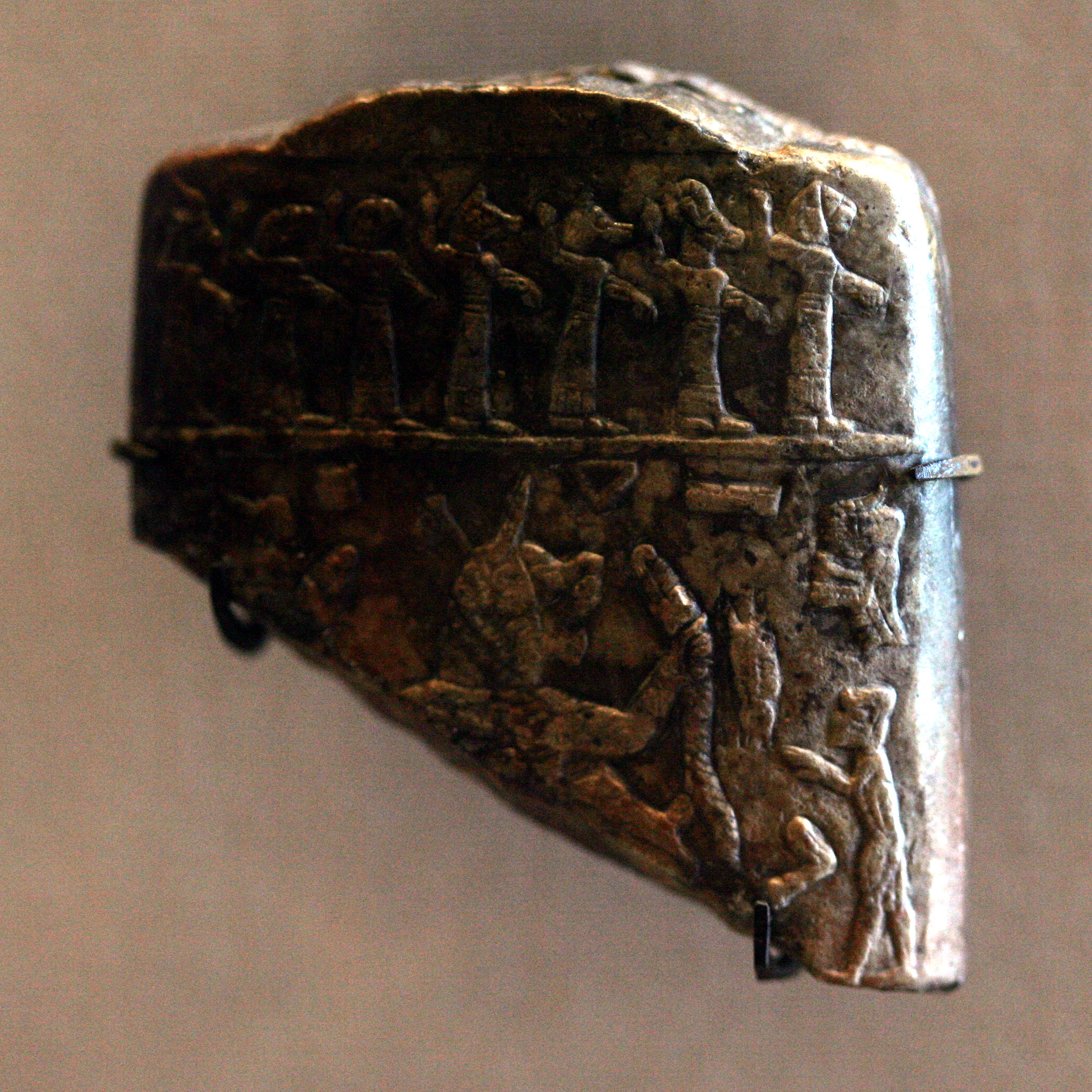
Estela de Lamastu

As escavações na Assíria se iniciaram em 1845 sob a liderança do diplomata britânico Austen Henry Layard [en]. Esse famoso arqueólogo descobriu os restos das cidades antigas de Nínive e Kalhu.  Ele encontrou o palácio real de Senaqueribe e a Livraria de Assurbanípal nesses sítios arqueológicos, construções que impressionaram o mundo todo. Hormuzd Rassam, assistente de Layard, continuou as escavações em Nínive nos próximos anos. As peças resgatadas foram enviadas para o Museu Britânico, e nos permitem conhecer e entender parcialmente o que foi a cultura assíria.

#### Monarquia
O rei assírio era sobretudo um líder militar. Da mesma forma, ele detinha autoridade no plano religioso, uma vez que, para os antigos assírios, o poder real era uma concessão de Assur, deus nacional.

Tendo os deuses sido os projetistas do mundo assírio (visto como ordenado), o rei era, na concepção da ideologia imperial, como um mantenedor e também propagador dessa dita ordem. Dessa forma, o mundo alheio às fronteiras assírias era interpretado como caótico - era então o dever do rei, além das suas atribuições comuns para com o seu povo, de trazer a ordem às terras distantes, estendendo o império através de conquistas militares.

O rei consultava profetas para saber a vontade dos deuses. Quando a morte do rei era prevista (eclipses, por exemplo, eram sinal de regicídio), um substituto era colocado para reinar por poucos dias enquanto o rei verdadeiro ficasse em algum lugar seguro, o rei falso era depois sacrificado com a intenção de cumprir o presságio.

#### Religião
A religião assíria deveu muito às antigas crenças babilônias. Assur, o deus nacional, era colocado pelos assírios acima de todos os outros deuses, como soberano divino, lugar outrora ocupado por Marduque. Ao mesmo tempo, Assur possuía características encontradas nos antigos soberanos da Mesopotâmia, Marduque e Enlil. Acreditava-se que esse Deus era responsável por trazer vitórias e conquistas militares aos assírios.
Na mitologia assíria, o demônio Lamastu (representado por uma figura feminina) era responsável por criar caos e medo entre as pessoas.
Por meio dos sonhos e da astrologia alguns assírios ilustrados acreditavam serem capazes de prever o futuro. Na maior parte das vezes, essas previsões envolviam descobrir a vontade dos deuses, que puniam os homens quando estes se afastavam dos intentos divinos, e os recompensavam quando estes se comportavam. Os reis consultavam profetas para saber como governar.

##### Aquitu, Zagmuk
O Festival de Ano Novo tinha um papel essencial na legitimação das monarquias assíria e neobabilônica. Esse festival, cujo nome sumério é Zagmuk, já existia na Mesopotâmia quase 3 000 anos atrás. Seu nome acadiano era Aquitu. Nos 12 primeiros dias do mês de Nisan o rei encarnava uma deidade e reproduzia sua história em várias etapas. As etapas finais envolviam o retorno do rei do banquete na Bit Aquitu (casa do ano novo) e o hierogamos, quando este se unia a uma jovem escolhida. De acordo com os críticos da história das religiões, esse ritual representava a recriação do cosmos pelo rei, que obtinha um papel divino durante o festival, e sacralizava assim a monarquia.

#### Biblioteca de Assurbanípal
A biblioteca de Assurbanípal, quase inteiramente conservada pelo Museu Britânico, era uma enorme coleção de tábua cuneiformes em Nínive. Cerca de 20 mil tábuas foram encontrados, trazendo poesias, hinos religiosos, encantações e trechos de épicos famosos como o de Gilgamés e o Enuma Elish.

### Império Neobabilônico (612−539 a.C.)
Egípcios, lídios, medos e caldeus eram os novos senhores do oriente próximo após a queda da Assíria. Os caldeus eram um povo semítico que havia se instalado na Babilônia por volta do século IX a.C.. Esse povo controlou uma porção da Mesopotâmia por menos de um século, até perderem seu reino para os persas.

#### Nabopolassar (626−605 a.C.)

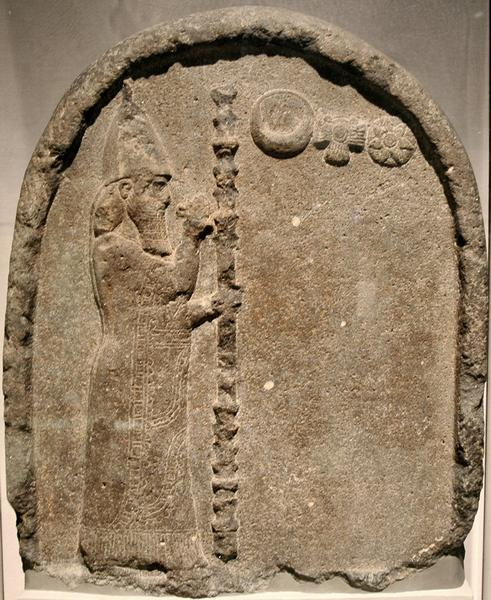
Nabonido, um dos reis caldeus

Como já foi dito, Nabopolassar era um rebelde caldeu que conseguiu se tornar rei babilônio com a queda do Império Assírio. Esse rei foi o fundador da última dinastia  babilônica e responsável por aniquilar os últimos efetivos assírios.

#### Nabucodonosor II (605−562 a.C.)
Filho de Nabopolassar, Nabucodonosor II ampliou as fronteiras do Império Neobabilônico até à Síria-Palestina. Sua grande vitória foi a conquista do reino de Judá e a destruição de Jerusalém. Os judeus capturados foram exilados para a Babilônia, episódio conhecido como o "Cativeiro Babilónico|cativeiro na Babilônia".
Nabucodonosor II manteve relações amigáveis com os medos, porém continuou combatendo os egípcios. Seus sucessores imediatos foram mortos em rebeliões.

#### Nabonido (556−539 a.C.)
Conspirações palacianas foram suficientes para encerrar a antiga linha dinástica e colocar o rei Nabonido no poder por volta do ano 556 a.C. Nabonido, considerado uma personalidade louca, promoveu o deus da lua, Sin, em oposição a Marduque, ainda principal para o culto babilônico. Também se auto-exilou num oásis, abandonando seu reino por muitas anos, o que deixou seus súditos descontentes.
Seu reinado se encerra com a conquista da Babilônia por Ciro, o Grande, em 539 a.C. Os persas dominarão essa região nos próximos anos.

##### Calendário babilônico
Base para o calendário hebraico, o calendário babilônico era um calendário luni-solar dividido em doze meses lunares de 29/30 dias cada. A diferença com o ano solar (365 dias) era dissipada com a adição de um mês no final do ciclo.
| Meses | Meses           | Meses         | Meses       | Meses           | Meses             |
| Nº    | Nome babilônico | Nome hebraico | Nome Persa  | Nome macedônico | Nome em português |
| ----- | --------------- | ------------- | ----------- | --------------- | ----------------- |
| 1     | Nisannu         | Nisan         | Adukanaisa  | artemisios      | março-abril       |
| 2     | Ajaru           | Iyyar         | Thûravâhara | daisios         | abril-maio        |
| 3     | Simanu          | Sivan         | Thâigaciš   | panemos         | maio-junho        |
| 4     | Du'ûzu          | Tammuz        | Garmapada   | loos            | junho-julho       |
| 5     | Âbu             | Ab            | Turnabaziš  | gorpaios        | julho-agosto      |
| 6     | Ulûlu           | Elul          | Karbašiyaš  | yiperberataios  | agosto-setembro   |
| 7     | Tašrîtu         | Tishri        | Bâgayâdiš   | dios            | setembro-outubro  |
| 8     | Arahsamna       | Marhesvan     | Markâsanaš  | apellaios       | outubro-novembro  |
| 9     | Kislîmu         | Kisleu        | Âçiyâdiya   | audunaios       | novembro-dezembro |
| 10    | Tebêtu          | tebet         | Anâmaka     | peritios        | dezembro-janeiro  |
| 11    | Šabatu          | shebat        | Samiyamaš   | dystros         | janeiro-fevereiro |
| 12    | Addaru          | Adar          | Viyaxana    | xanthikos       | fevereiro-março   |

##### Arquitetura caldeia
As escavações na Babilônia dos caldeus trouxeram informações consideráveis acerca das estruturas arquitetônicas desses povos. A cidade de Babilônia, por exemplo, foi reconstruída durante o reinado de Nabucodonosor II, e sua nova versão trazia maior número de muralhas, templos e palácios. O portão de Istar, assim como outros portões magníficos da Mesopotâmia antiga, levavam ao exterior das muralhas da cidade. Eram portões compostos por figuras de criaturas místicas, associadas às divindades da cidade. As avenidas centrais, como a rua da procissão, eram lugares onde se realizavam cerimônias religiosas. Outras construções famosas da Babilônia nesta época foram o palácio de Nabucodonosor, o templo de Esagila e o zigurate Etemenanki, tradicionalmente considerado a base histórica para a imagem da torre de babel.

##### Aramaico
Os arameus eram povos semitas oriundos da região do deserto sírio. Seu protagonismo no comércio do oriente médio fez com que sua língua, o aramaico, se difundisse notavelmente nos anos posteriores a sua instalação na Síria. Sua língua, escrita em papiro por meio do alfabeto fenício, logo se tornaria língua franca no oriente próximo, inclusive na Babilônia.

##### Religião
Os caldeus acreditavam que os astros (o sol, a lua, etc.) eram deuses. Sua religião identificava os deuses do panteão tradicional a determinados corpos celestes. A semana dos caldeus era dividida em sete dias, o que foi posteriormente adotado pelos romanos. Sua astronomia era avançada, e eles conseguiam prever eclipses do sol e da lua.

### Persas

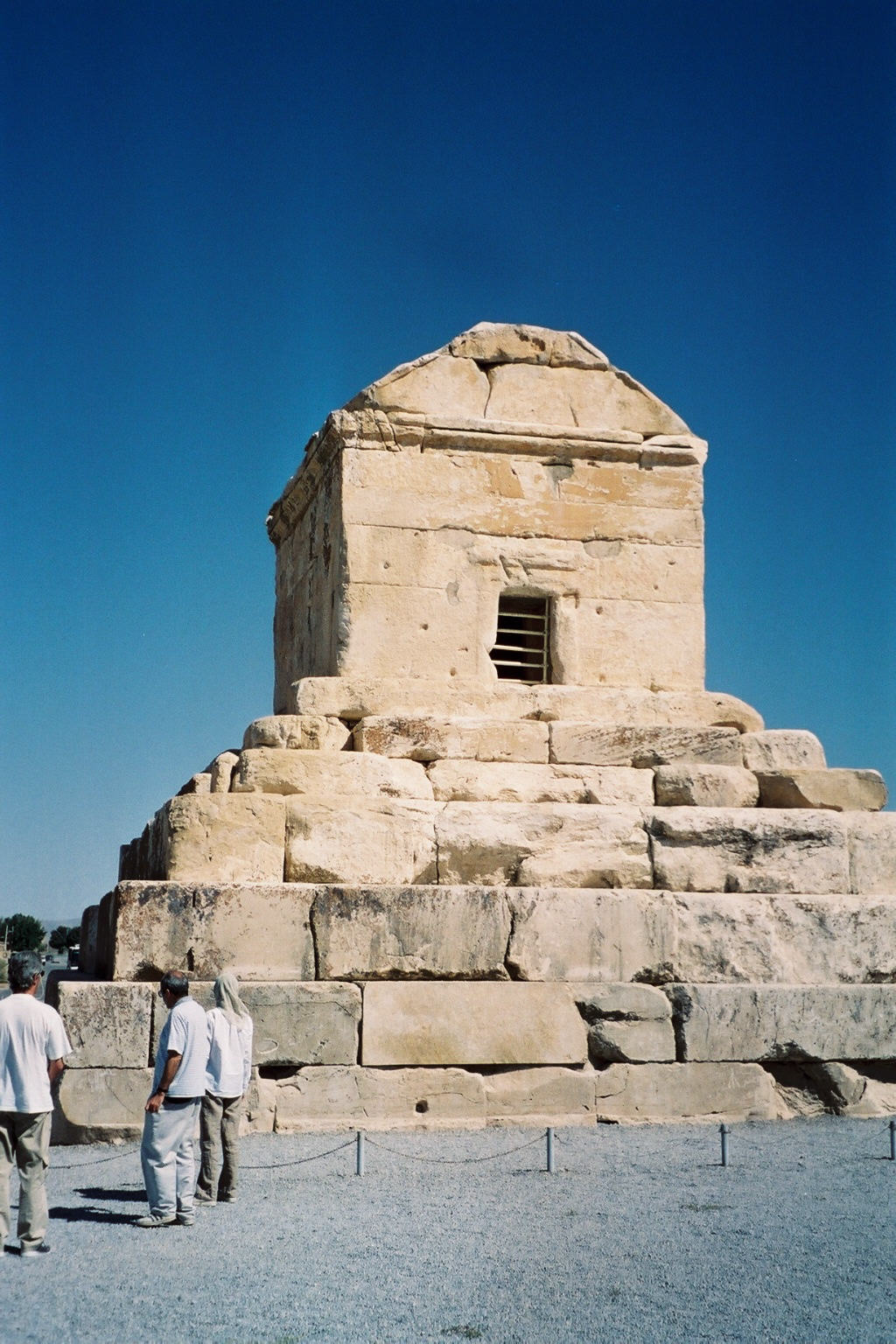
Tumba de Ciro, o Grande, em Pasárgada

Os persas, originalmente vassalos dos medos, se insurgiram contra estes últimos no ano de 559 a.C. Tanto os persas quanto os medos eram povos indo-europeus que ocuparam a planície iraniana durante a primeira metade do I milênio a.C. Durante o reinado de Ciaxares os medos estabeleceram um grande império, que incluía os persas como seus vassalos. No entanto, Astíages, filho de Ciaxares, foi destronado por um vassalo persa, Ciro, o Grande, em 559 a.C. Quando Ciro ascendeu ao trono do antigo Império Meda, iniciou uma série de campanhas de expansão que incluíram a conquista da Lídia, da Jônia e da Babilônia. Ao fim de seu reinado, o Império Aquemênida dominava praticamente todo o Oriente Próximo. Os primeiros dinastas persas, conhecidos como aquemênidas, tinham uma política de tolerância religiosa, e respeitavam as crenças dos povos conquistados. Ciro, por exemplo, era chamado pelos judeus de "ungido" (Isaías 45:1), título incomum para designar monarcas pagãos, o que demonstra a popularidade do rei persa entre seus súditos.

### A Assiriologia e a Bíblia Hebraica
A assiriologia foi instituída como disciplina no século XIX. Durante seus primeiros anos, a assiriologia foi uma espécie de ciência auxiliar dos estudos bíblicos, funcionando como mera ilustração das passagens e narrativas da bíblia hebraica, enquanto os estudos bíblicos permaneciam em larga medida a-históricos. Isso porque a Mesopotâmia só era conhecida pelos ocidentais, até então, por duas fontes, consideradas hoje em certa medida controversas: a Bíblia e as fontes gregas, particularmente as histórias de Heródoto. Além dos estudos assiriológicos representarem a Mesopotâmia em termos nitidamente etnocêntricos, eles contribuíram para o fortalecimento da posição ocidental no oriente, particularmente no que diz respeito aos interesses imperais de países como França, Inglaterra e Alemanha. Peças arqueológicas, tratadas como relíquias devido a sua ligação com a história clássica e sagrada, eram levadas como troféus à Europa, onde permanecem ainda nos nossos dias.
No século XX, a assiriologia respondeu a sua condição de ciência dependente com teorias radicais, que pretendiam isolar a Mesopotâmia do estudo bíblico. Entre elas estavam as ideias de Friedrich Delitzsch [en] e  as dos pan-babilônicos, que falavam de uma suposta superioridade cultural mesopotâmica.
Atualmente, tanto os estudos bíblicos quanto a assiriologia levam em consideração os estudos comparativos como forma de compreender as sociedades antigas do oriente próximo. No entanto, o caráter discursivo dos livros históricos bíblicos, assim como os gregos, deve ser levado em conta ao se estudar a Mesopotâmia. A Bíblia de Jerusalém salienta que os manuscritos hebraicos tinham um significado particular para o seu povo, o que influenciava a maneira destes narrarem os fatos passados. Alguns livros, como por exemplo Ester (por sinal, provável variante do nome acadiano "Istar"), adquiriram um tom sobremaneira "nacionalista", e narram fatos pouco verossímeis do ponto de vista histórico (como a promulgação de uma ordem de extermínio de judeus pelos aquemênidas). Além disso, os críticos da bíblia salientam que a preocupação das escrituras hebraicas era de ordem teológica.
Em relação aos documentos gregos, é necessário admitir uma pluralidade de perspectivas. Amélie Kuhrt [en], em artigo intitulado "Ancient Mesopotamia in Classical Greek and Hellenistic Thought", salienta o fato de que as narrativas clássicas sobre a Mesopotâmia variam de acordo com o objetivo de seu autor. As histórias de Heródoto, por exemplo, são consideradas "vagas", e sua caracterização dos costumes mesopotâmicos se define a partir dos padrões gregos, como um espelho distorcido.

## Povos
A terra fértil fez com que alguns dos povos nômades oriundos de várias regiões aí se estabelecessem. Do convívio entre muitas dessas culturas floresceram as sociedades mesopotâmicas. Os povos que ocuparam a Mesopotâmia foram os sumérios, os acádios, os amoritas ou antigos babilônios, os assírios, os elamitas e os caldeus ou neobabilônicos. Como raramente esses Estados atingiam grandes dimensões territoriais, conclui-se que apesar da identificação econômica, social e cultural entre essas civilizações, nunca houve um Estado mesopotâmico.

### Sumérios e Acádios (antes de2 000 a.C.)

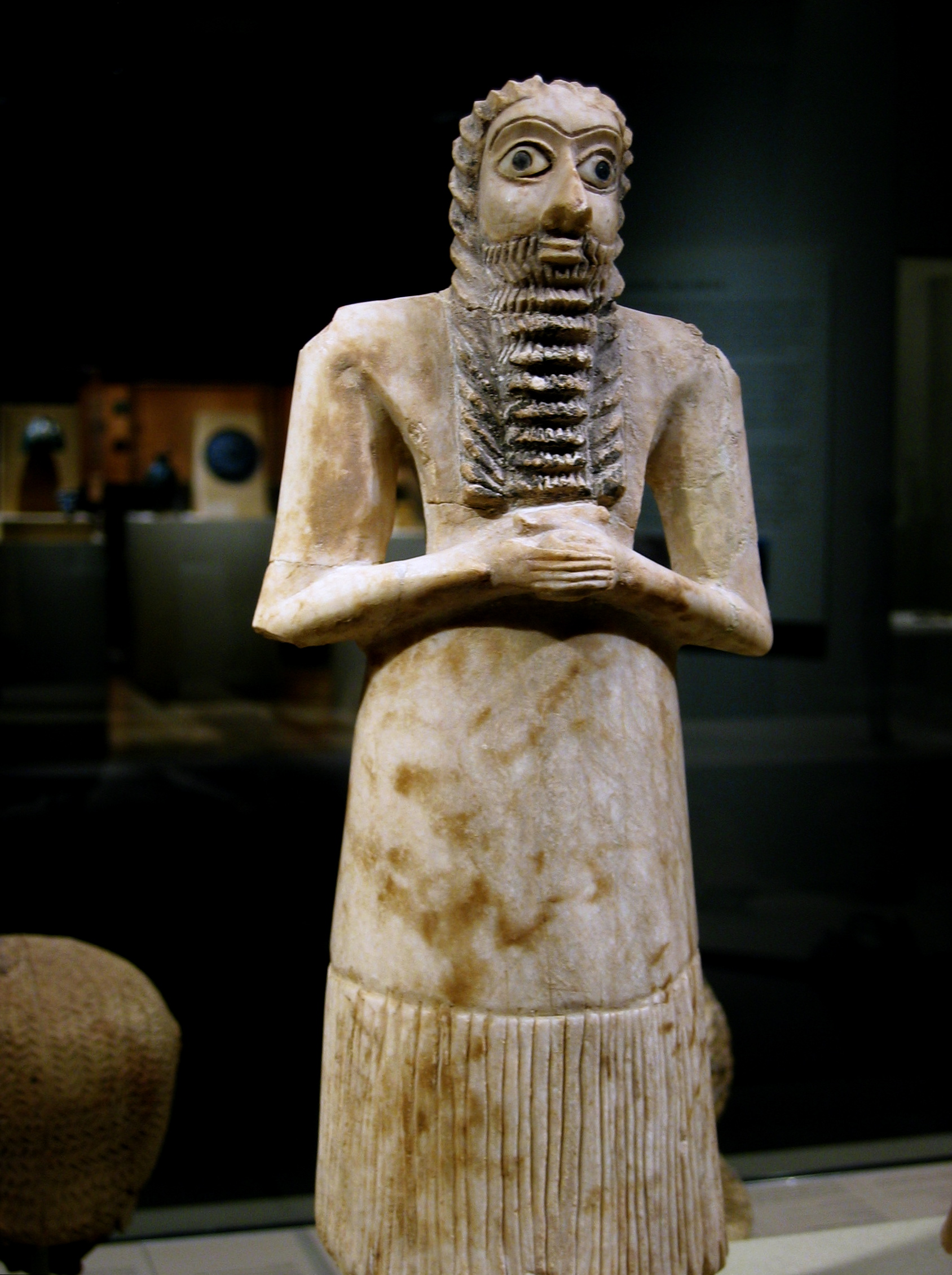
Venerador mesopotâmico de

Os sumérios foram provavelmente os primeiros a habitar o sul da Mesopotâmia. A região foi ocupada em 5 000 a.C. pelo povo sumério, que ali construiu as primeiras cidades de que a humanidade tem conhecimento, como Ur, Uruque e Lagash. As cidades foram erguidas sobre colinas e fortificadas para que pudessem ser defendidas da invasão de outros povos que buscavam um melhor lugar para viver. Sua organização política era semelhante a uma confederação de cidades-estado, governadas por um chefe religioso e militar que era denominado patesi.
Como a maioria dos povos antigos, os sumérios eram politeístas. Porém os deuses serviam mais para resolver problemas terrenos do que solucionar os problemas que fazem parte após a morte. Cada cidade suméria tinha seu Deus "comandante". Na visão dos sumérios, os deuses tinham comportamentos parecidos com o das pessoas, praticavam o bem e o mal, e eram muito mais temidos do que amados.
Os Sumérios são conhecidos pelo desenvolvimento da escrita cuneiforme (assim chamada porque o registro era feito em placas de argila com auxílio de estilete que imprimia traços com forma de cunha) e desde o quarto milênio a.C., possuíam um complexo e completo sistema de controle da água dos rios. Realizavam obras de irrigação, barragens e diques, utilizavam também técnicas de metalurgia do bronze. Sua organização social influenciou muitos povos que os sucederam na região.
Após um período de domínio dos reis elamitas (viviam no sudoeste do atual Irã), os sumerianos voltaram a gozar de independência.
Grupos de nômades, vindos do deserto da Síria, começaram a penetrar nos territórios ao norte das regiões sumérias. Conhecidos como acádios, dominaram as cidades-estados da Suméria por volta de 2 550 a.C. Por volta de 2 400 a.C., conseguiram impor a sua hegemonia sob as cidades-Estado sumerianas. Já em 2 330 a.C., o rei acadiano Sargão I promoveu a unificação da porção centro-sul da Mesopotâmia.
O período de ascensão do Império Acádio foi relativamente curto, pois diversas tentativas de invasão militar enfraqueceram seriamente sua unidade política e territorial. Em 2 180 a.C., os gútios – originários das montanhas da Armênia – empreenderam uma grande ofensiva contra várias cidades mesopotâmicas. Somente a cidade de Ur conseguiu reagir contra os gútios e impor sua dominação. Entretanto, por volta de 2 000 a.C., os povos elamitas deram fim à supremacia acadiana.

### Amoritas(2000–1750a.C.)
Com o declínio do império fundado por Sargão, destacou-se na Mesopotâmia um grande e unificado império que tinha como centro administrativo a cidade da Babilônia, situada nas margens do rio Eufrates. Os amoritas, povos semitas provenientes da Arábia, edificaram então o Império Paleobabilônico. Este povo é conhecido também como "antigos babilônicos", o que os diferencia dos caldeus, fundadores do Segundo Império Babilônico, denominados neobabilônicos.
O soberano que mais se destacou foi Hamurabi (1792 a 1 750 a.C.), elaborando leis que ficaram conhecidas como Código de Hamurabi, que tinha como base um código sumeriano " Ur-Namu". O " Código de Hamurabi". O caráter das leis que constituíam o Código de Hamurabi era bastante severo - a pena era equivalente à falta cometida.
Se um filho agredisse um pai, teria as mãos decepadas. Caso um médico perdesse seu paciente, responderia pelos seus erros, tendo também as mãos decepadas. Dessa forma,pode-se dizer que as leis deste governantes se baseavam no princípio do olho por olho, dente por dente. Apresenta uma série de penas para delitos domésticos, comerciais, ligados à propriedade, à herança, à escravidão e a falsas acusações, sempre baseadas na Lei de Talião ("Olho por olho, dente por dente"). Após sua morte, a Mesopotâmia foi abalada por sucessivas invasões, até a chegada dos assírios.
Desenvolveram um relógio de sol muito preciso.

### Assírios (1 300—612 a.C.)

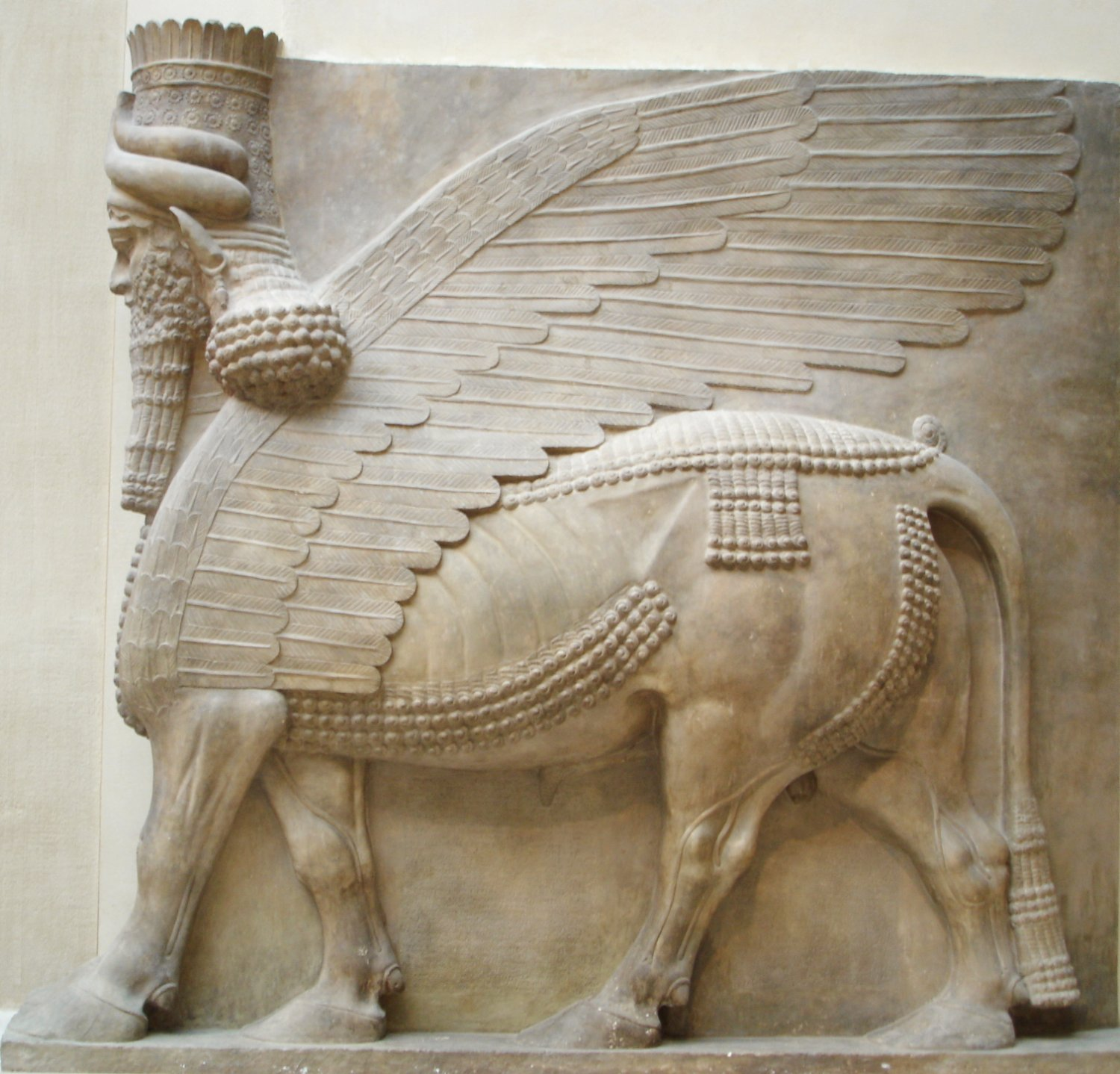
Um shedu, Assíria, calcário, do século VIII a.C., Museu do Louvre

A partir do final do segundo milênio a.C., passaram a se organizar como sociedade altamente militar e expansionista. Realizaram diversas conquistas e expandiram seu domínio para além da própria Mesopotâmia, chegando ao Egito. O centro administrativo do império assírio era Nínive, onde foi feita a biblioteca real de Assurbanípal (a Biblioteca de Nínive), com mais de 22 000 placas de argila.
O exército assírio era um dos mais notáveis da Antiguidade, fato que proporcionou aos assírios o poder de conquistar diversos territórios. A cada território o exército aumentava ainda mais por causa do alistamento obrigatório que eles implementaram. Alguns historiadores acreditam que os assírios pudessem colocar até 100 000 soldados em campo.
Mesmo com o exército, o império não conseguiu se sustentar, em grande parte pelo fato de que a maioria da população do império não gostava do regime militar e muitas vezes cruel, ao qual estavam submissas. Um dos reis que mais se destacou foi Assurbanípal.

### Caldeus (612—539 a.C.)
Povo de origem semita que se estabeleceu na Baixa Mesopotâmia no início do primeiro milênio a.C., os caldeus foram os principais responsáveis pela derrota dos assírios (pois, junto com os medos, saquearam Nínive) e pela organização do novo império babilônico. Nabucodonosor II foi o soberano mais conhecido dos caldeus. Famoso pela construção dos Jardins Suspensos da Babilônia, governou por quase sessenta anos e após sua morte os persas dominaram o novo império babilônico. O império dos caldeus durou apenas 73 anos, pois foi incorporado ao Império Aquemênida.

## Economia e sociedade

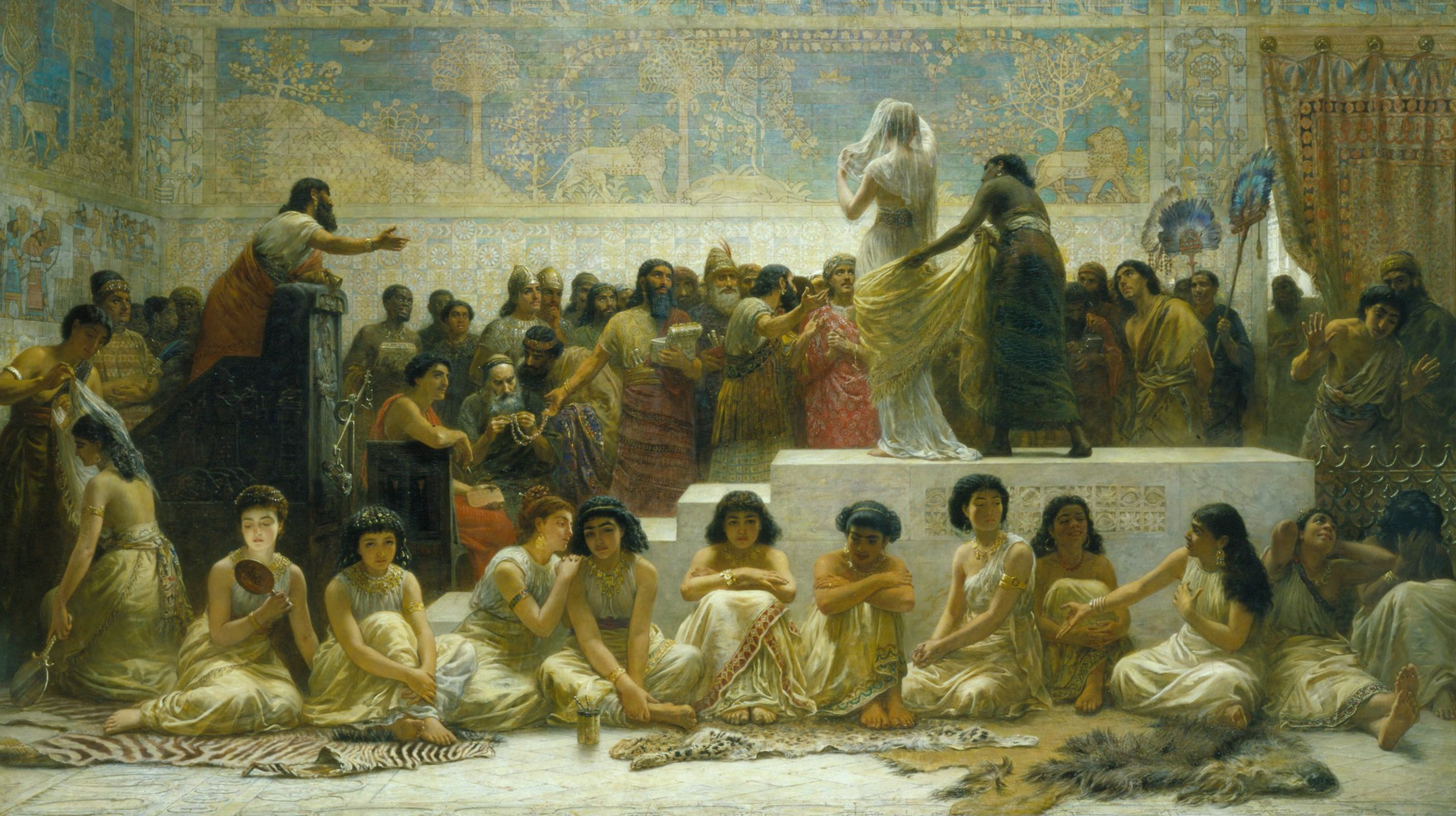
O mercado de casamento da Babilônia, no Royal Holloway College

Produção de metais no Antigo Oriente Médio

Em linhas gerais pode-se dizer que a forma de produção predominante na Mesopotâmia baseou-se na propriedade coletiva das terras administrada pelos templos e palácios. Os indivíduos só usufruíam da terra enquanto membros dessas comunidades. Acredita-se que quase todos os meios de produção estavam sob o controle do déspota, personificação do Estado, e dos templos. O templo era o centro que recebia toda a produção, distribuindo-a de acordo com as necessidades, além de proprietário de boa parte das terras: é o que se denomina cidade-templo.
Estudos recentes mostram que, além do setor da economia dos templos e do palácio, havia um setor privado que participava, também, da economia da cidade-estado.
Administradas por uma corporação de sacerdotes, as terras, que teoricamente eram dos deuses, eram entregues aos camponeses. Cada família recebia um lote de terra e devia entregar ao templo uma parte da colheita como pagamento pelo uso útil da terra. Já as propriedades particulares eram cultivadas por assalariados ou arrendatários.
Entre os sumerianos havia a escravidão, porém o número de escravos era relativamente pequeno.
Em contraste com as cheias regulares e benéficas do Nilo, o fluxo das águas dos rios Tigre e Eufrates, ao subir à Leste pelos Montes Tauro, é irregular e imprevisível, produzindo condições de seca em um ano e inundações violentas e destrutivas em outro. Para manter algum tipo de controle, fazia-se necessário a construção de açudes e canais, além de complexa organização. A construção dessas estruturas também era dirigida pelo Estado. O controle dos rios exigia numerosíssima mão-de-obra, que o governo recrutava, organizava e controlava. As principais atividades econômicas da Mesopotâmia eram:
- Agricultura — Era base da economia. A economia da Baixa Mesopotâmia, em meados do terceiro milênio a.C., baseava-se na agricultura de irrigação. Cultivavam trigo, cevada, linho, gergelim (sésamo, de onde extraiam o azeite para alimentação e iluminação), árvores frutíferas, raízes e legumes. Os instrumentos de trabalho eram rudimentares, em geral de pedra, madeira e barro. O bronze foi introduzido na segunda metade do terceiro milênio a.C., porem, a verdadeira revolução ocorreu com a sua utilização, isto já no final do segundo milênio antes da Era Cristã. Usavam o arado, a grade e carros com rodas.
- Pecuária — A criação de carneiros, burros, bois, gansos e patos era bastante desenvolvida.
- Comércio — Os comerciantes eram funcionários a serviço dos templos e do palácio. Apesar disso, podiam fazer negócios por conta própria. A situação geográfica e a pobreza de matérias primas favoreceram os empreendimentos mercantis. As caravanas de mercadores iam vender seus produtos e buscar o marfim da Índia, a madeira do Líbano, o cobre de Chipre e o estanho de Cáucaso. Exportavam tecidos de linho, lã e tapetes, além de pedras preciosas e perfumes. As transações comerciais eram feitas na base de troca, criando um padrão de troca inicialmente representado pela cevada e depois pelos metais que circulavam sobre as mais diversas formas, sem jamais atingir, no entanto, a forma de moeda. A existência de um comércio muito intenso deu origem a uma organização economia sólida, que realizava operações como empréstimos a juros, corretagem e sociedades em negócios. Usavam recibos, escrituras e cartas de crédito. O comércio foi uma figura importante na sociedade mesopotâmica, e o fortalecimento do grupo mercantil provocou mudanças significativas, que acabaram por influenciar na desagregação da forma de produção templário-palaciana dominante na Mesopotâmia.

As principais ciências estudadas foram:
- Astronomia — Foi a principal ciência entre os babilônicos. Os conhecimentos dos sacerdotes eram notáveis no campo da astronomia, muito ligada e mesmo subordinada a astrologia. As torres dos templos serviam de observatórios astronômicos. Conheciam as diferenças entre os planetas e as estrelas e sabiam prever eclipses lunares e solares. Dividiram o ano em meses, os meses em semanas, as semanas em sete dias, os dias em doze horas, as horas em sessenta minutos e os minutos em sessenta segundos. Os elementos da astronomia elaborada pelos mesopotâmicos serviram de base à astronomia dos gregos, dos árabes e deram origem à astronomia dos europeus.
- Matemática — Alcançou grande progresso entre os caldeus. As necessidades do dia-a-dia levaram a um certo desenvolvimento da matemática.Os mesopotâmicos usavam um sistema de numeração sexagesimal (baseado no número 60). Eles conheciam os resultados das multiplicações e divisões, raízes quadradas e raízes cúbicas e equações do segundo grau. Os matemáticos indicavam os passos a serem seguidos nessas operações, através da multiplicação dos exemplos. Jamais divulgaram as fórmulas dessas operações, o que tornaria as repetições dos exemplos desnecessárias. Também dividiram o círculo em 360 graus, elaboraram tábuas correspondentes às tábuas dos logaritmos atuais e inventaram medidas de comprimento, superfície e massa.
- Medicina  — Os progressos da medicina foram grandes (catalogação das plantas medicinais, por exemplo). Assim como o direito e a matemática, a medicina estava ligada a adivinhação. Contudo, a medicina não era confundida com a simples magia. Os médicos da Mesopotâmia, cuja profissão era bastante considerada, não acreditavam que todos os males tinham origem sobrenatural, já que utilizavam medicamentos à base de plantas e faziam tratamentos cirúrgicos. Geralmente, o medico trabalhava junto com um exorcista, para expulsar os demônios, e recorria aos adivinhos, para diagnosticar os males.

## Cultura

### Escrita

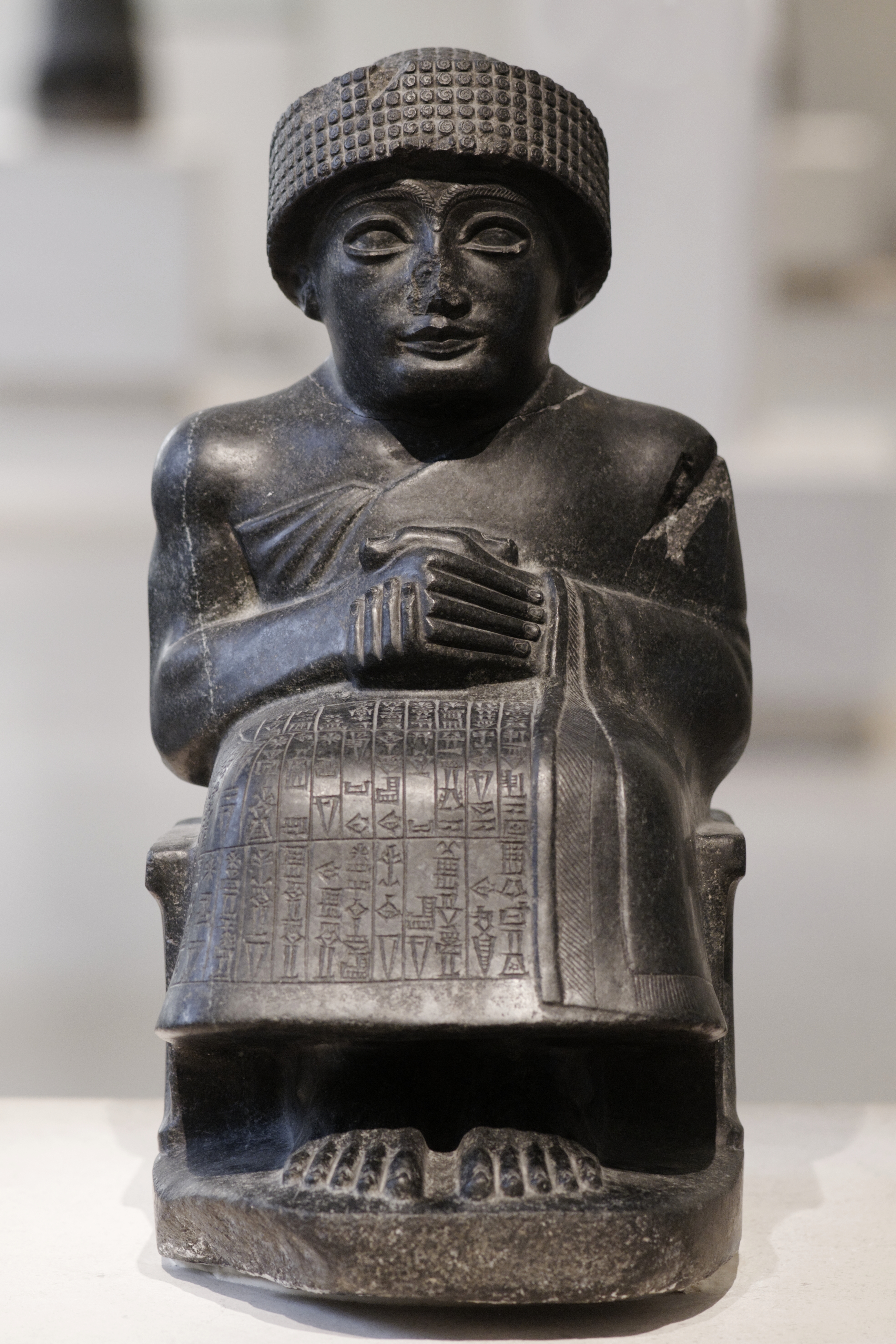
Escrita cuneiforme gravada numa escultura do século XXII a.C. (Museu do Louvre, Paris). A linguagem escrita é resultado da necessidade humana de garantir a comunicação e o desenvolvimento da técnica.

A escrita cuneiforme, grande realização sumeriana, usada pelos sírios, hebreus e persas, surgiu ligada às necessidades de contabilização dos templos. Era uma escrita ideográfica, na qual o objeto representado expressava uma ideia. Os sumérios - e, mais tarde os babilônicos e os assírios, que falavam acadiano - fizeram uso extensivo da escrita cuneiforme. Mais tarde, os sacerdotes e escribas começaram a utilizar uma escrita convencional, que não tinha nenhuma relação com o objeto representado. As convenções eram conhecidas por eles, os encarregados da linguagem culta, e procuravam representar os sons da fala humana, isto é, cada sinal representava um som. Surgia assim a escrita fonética, que pelo menos no segundo milênio a.C., já era utilizado nos registros de contabilidade, rituais mágicos e textos religiosos. Quem decifrou a escrita cuneiforme foi Henry C. Rawlinson. A chave dessa façanha ele obteve nas inscrições da rocha de Beistum, na qual estava gravada uma gigantesca mensagem de 20 metros de comprimento por 7 de altura. A mensagem fora talhada na pedra pelo rei Dario, e Rawlinson identificou três tipos diferentes de escrita (antigo persa, elamita e arcádio — também chamado assírio ou babilônico). O alemão Georg Friederich Grotefend e o francês Jules Oppent também se destacaram nos estudos da escrita sumeriana.

### Literatura
Da literatura mesopotâmica sobraram diversos textos e fragmentos, muitos ainda em vias de decifração e tradução. Uma característica comum à maioria dos textos é sua origem estatal, especialmente no caso da religião e dos negócios. Há ainda crônicas sobre os feitos dos governantes e dos deuses, hinos, fábulas, versos, além de anotações de comerciantes. Tudo isso encontra-se registrado em tábuas de argila, em escrita cuneiforme, assim denominada porque seus caracteres têm forma de cunha. Destacam-se o Mito da Criação e a Epopeia de Gilgamés — aventura de amor e coragem desse herói deus, cujo objetivo era obter a imortalidade.

### Leis

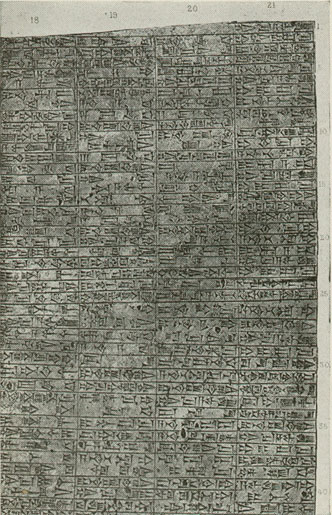
Uma inscrição do Código de Hamurabi

O Código de Hamurabi, até há pouco tempo o primeiro código de leis que se tinha notícia, é uma compilação de leis sumerianas mescladas com tradições semitas. Ele apresenta uma diversidade de procedimentos jurídicos e determinação de penas para uma vasta gama de crimes. Contém 282 leis, abrangendo praticamente todos os aspectos da vida babilônica, passando pelo comércio, propriedade, herança, direitos da mulher, família, adultério, falsas acusações e escravidão. Suas principais características são: pena ou lei de talião, isto é, “olho por olho, dente por dente” (o castigo do criminoso deveria ser exatamente proporcional ao crime por ele cometido), desigualdade perante a lei (as punições variavam de acordo com a posição social da vitima e do infrator), divisão da sociedade em classes (os homens livres (awilum'), os escravos e um grupo intermediário pouco conhecido – os muskênum) e igualdade de filiação na distribuição da herança. O Código de Hamurábi reflete a preocupação em disciplinar a vida econômica, dando origem as primeiras leis de característica pecuniárias (controle dos preços, organização dos artesãos, etc.) e garantir o regime de propriedade privada da terra. Os textos jurídicos mesopotâmicos tinham como inspiração deuses da justiça, e os aplicadores denominados juízes da divindade mesmos da adivinhação, que decretavam as leis e presidiam os julgamentos.[carece de fontes?]
Anterior ao Código de Hamurábi, tem-se o Código de Ur-Namu, descoberto em 1952 pelo assiriólogo e professor Samuel Noah Kromer.[carece de fontes?]

### Artes

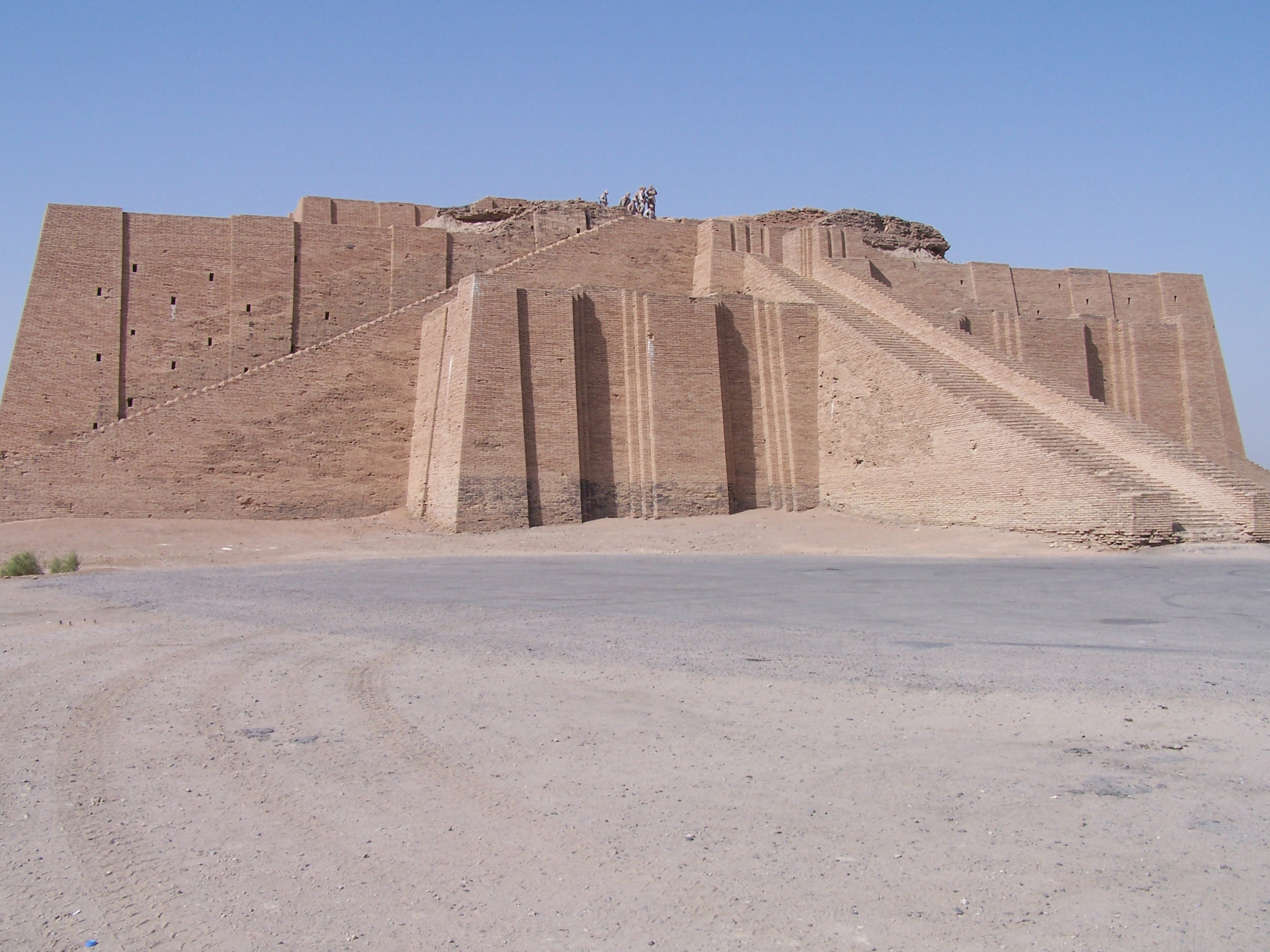
O Grande Zigurate de Ur, um zigurate com 4100 anos, perto de Nassíria, no Iraque

- Arquitetura — Foi a mais desenvolvida das artes, porém não era tão notável quanto a egípcia. Caracterizou-se pelo exibicionismo e pelo luxo. Construíram templos e palácios que eram considerados cópias dos existentes nos céus, de tijolos, por ser escassa a pedra na região. O zigurate, torre piramidal, de base retangular, composto de vários pisos superpostos, formadas por sucessivos andares, cada um menor que o anterior. Construção característica das cidades-estados sumerianos. Nas construções, empregavam argilas, ladrilhos e tijolos. Provavelmente só os sacerdotes tinham acesso à torre, que tanto podia ser um santuário, como um local de observações astronômicas.
As muralhas construídas por Nabucodonosor eram tão largas que sobre elas realizavam-se corridas de carros. Mais famosas foram as portas, cada uma dedicada a uma divindades e ornamentadas com grandes figuras em relevo. O caminho das procissões e a porta azul de Ichtar (deusa do amor e da fertilidade) eram decorados com figuras em cerâmicas esmaltada. A porta encontra-se no Museu de Berlim, mas suas cores desapareceram.

- Escultura e pintura — Tanto a escultura quanto a pintura eram fundamentalmente decorativas. A escultura era pobre, representada pelo baixo relevo. Destacava-se a estatuária assíria, gigantesca e original. Os relevos do palácio de Assurbanípal são obras de artistas excepcionais. A pintura mural existia em função da arquitetura.

Um dos raros testemunhos da pintura mesopotâmica foi encontrado no Palácio de Mari, descoberto entre 1933 e 1955. Embora as tintas utilizadas fossem extremamente vulneráveis ao tempo, nos poucos fragmentos que restaram é possível perceber o seu brilho e vivacidade. Seus artistas possuíam uma técnica talvez superior à que lhes era permitido demonstrar.

### "Leis da frontalidade"
Como era preciso colocar figuras tridimensionais, em uma superfície bidimensional, a imagem sofria um rígido processo de distorção: onde a cabeça, pernas e pés eram representados de perfil e o busto de frente.

### Música e dança
A música na Mesopotâmia, principalmente entre os babilônicos, estava ligada à religião.
Quando os fiéis estavam reunidos, cantavam hinos em louvor dos deuses, com acompanhamento de música. Esses hinos começavam muitas vezes, pelas expressões: "Glória, louvor tal deus; quero cantar os louvores de tal deus", seguindo a enumeração de suas qualidades, de socorro que dele pode esperar o fiel.
Nas cerimônias de penitência, os hinos eram de lamentação: "ai de nós", exclamavam eles, relembrando os sofrimentos de tal ou qual deus ou apiedando-se das desditas que desabam sobre a cidade. Instrumentos sem dúvida de sons surdos, acompanhavam essa recitação e no corpo desses salmos, vê-se o texto interromper-se e as onomatopeias "ua", "ui", "ua", sucederem-se em toda uma linha. A massa dos fiéis devia interromper a recitação e não retomá-la senão quando todos, em coro tivessem gemido bastante.
A procissão, finalmente, muitas vezes acompanhava as cerimônias religiosas e mesmo as cerimônias civis. Sobre um baixo-relevo assírio do British Museum que representa a tomada da cidade de Madaktu em Elam, a população sai da cidade e se apresenta diante do vencedor, precedida de música, enquanto as mulheres do cortejo batem palmas à oriental para compassar a marcha.
O canto também tinha ligações com a magia.
Há cantos a favor ou contra um nascimento feliz, cantos de amor, de ódio, de guerra, cantos de caça, de evocação dos mortos, cantos para favorecer, entre os viajantes, o estado de transe.
A dança, que é o gesto, o ato reforçado, se apóia em magia sobre leis da semelhança. Ela é mímica, aplica-se a todas as coisas:- há danças para fazer chover, para guerra, de caça, de amor etc.
Danças rituais têm sido representadas em monumentos da Ásia Ocidental, Suméria. Em Thecheme-Ali, perto de Teerã; em Tepe-Sialk, perto de Caxã; em Tepe-Mussian, região de Susa, cacos arcaicos reproduzem filas de mulheres nuas, dando-se as mãos, cabelos ao vento, executando uma dança. Em cilindros-sinetes veem-se danças no curso dos festins sagrados (tumbas reais de Ur).

### Religião
Os deuses, extremamente numerosos, eram representados à imagem e semelhança dos seres humanos. O sol, a lua, os rios, outros elementos da natureza e entidades sobrenaturais, também eram cultuados. Embora cada cidade possuísse seu próprio deus, havia entre os sumérios algumas divindades aceitas por todos. Na Mesopotâmia, os deuses representavam o bem e o mal, tanto que adotavam castigos contra quem não cumpria com as obrigações.
O centro da civilização sumeriana era o templo, a casa dos deuses que governava a cidade, além de centro da acumulação de riqueza. Ao redor do templo desenvolvia-se a atividade comercial. O patesi representava o deus e combinava poderes políticos e religiosos.
Apenas aos sacerdotes era permitida a entrada no templo e dele era a total responsabilidade de cuidar da adoração aos deuses e fazer com que atendessem as necessidades da comunidade. Os sacerdotes do templo estavam livres dos trabalhos nos campos, dirigiriam os trabalhos de construção de canais de irrigação, reservatórios e diques. O deus através dos sacerdotes emprestava aos camponeses animais, sementes, arados e arrendava os campos. Ao pagar o “empréstimo”, o devedor acrescentava a ele uma “oferenda” de agradecimento. Com a necessidade de controlar os bens doados aos deuses e prestar contas da administração das riquezas do templo iniciou-se o sistema de contagem e a escrita cuneiforme. Como exemplo do poder dos deuses em Lagash, o campo era repartido nas posses de aproximadamente 20 divindades, uma destas, Bau, possui cerca de 3250 hectares, das quais três quartos atribuídos, um em lotes, as famílias singulares, um quarto cultivado por assalariados, por arrendatários (que pagam um sétimo ou um oitavo do produto) ou pelo trabalho gratuito dos outros camponeses. Em seu templo trabalham 21 padeiros auxiliados por 27 escravas, 25 cervejeiros com 6 escravos, 4 mulheres encarregadas do preparo da lã, fiandeiras, tecelãs, um ferreiro, além dos funcionários, dos escribas e dos sacerdotes. A concepção de uma vida além-túmulo era confusa. Acreditavam que os mortos iam para junto de Nergal, o deus que guardava um reino de onde não se poderia voltar.